# Edward Durell Stone
Edward Durell Stone (Fayetteville, 9 de marzo de 1902 - Nueva York, 6 de agosto de 1978) fue un arquitecto estadounidense del siglo XX. La vida y obra de Stone han recibido atención debido a la alteración y destrucción de muchas de sus obras. Junto con el arquitecto Minoru Yamasaki es considerado como uno de los más grandes practicantes del "modernismo romántico" en la arquitectura.

## Formación
Stone nació y se crio en Fayetteville, Arkansas. Exhibió talento artístico cuando era niño, aunque no era un estudiante serio. Ingresó en la Universidad de Arkansas en 1920, pero se fue después de dos años y se mudó a Boston para seguir la carrera de arquitectura. Estudió en el Boston Architectural Club (ahora Boston Architectural College) mientras trabajaba como delineante. Ganó una beca para la Escuela de Arquitectura de Harvard en 1925 y se transfirió al MIT en 1926, pero obtuvo el título. En 1927 ganó la competencia anual para la Rotch Travelling Fellowship (ahora llamada Rotch Travelling Scholarship), que le brindó la oportunidad de viajar por toda Europa con un estipendio de dos años. Narró sus viajes en cuadernos de dibujo y acuarelas. Mientras estuvo en Europa visitó obras de Willem Dudok, Robert Mallet-Stevens, Tony Garnier, Eric Mendelsohn, Peter Behrens, Auguste Perret, Ludwig Mies van der Rohe y otros miembros del movimiento moderno. Los edificios de varios de estos arquitectos se incluirían más adelante en la exposición de estilo internacional de 1932 en el Museo de Arte Moderno.

## Trayectoria

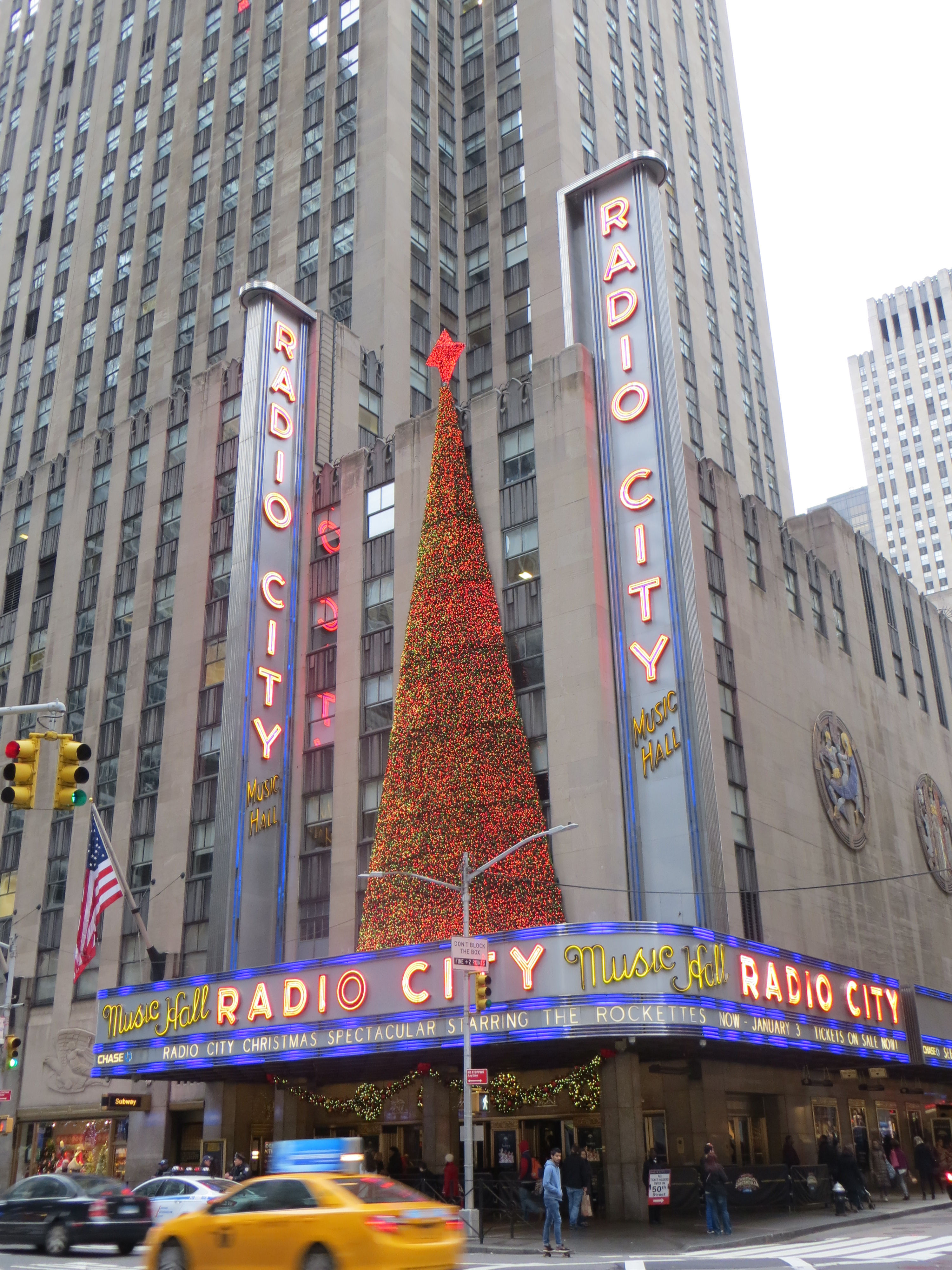
Radio City Music Hall

### Estilo moderno internacional
Stone regresó a los Estados Unidos en octubre de 1929 y se estableció en Manhattan. Contratado por la firma de Schultze y Weaver, su primer trabajo fue diseñar interiores para el nuevo hotel Waldorf-Astoria. Posteriormente trabajó para los arquitectos asociados del Rockefeller Center y se convirtió en el diseñador principal de Radio City Music Hall.
Su primera comisión independiente fue la Casa de Richard H. Mandel en Mount Kisco, Nueva York (1933). Diseñada en el estilo internacional, fue identificada como "una de las casas modernistas más grandes y ambiciosas en el noreste hasta la fecha". En 1936, Stone fue elegido como arquitecto asociado para el nuevo Museo de Arte Moderno de Nueva York. Diseñado en colaboración con Philip Goodwin, el museo, que abrió sus puertas en 1939, fue llamado "un defensor muy visible y agresivo de la sensibilidad del nuevo estilo internacional".
Stone también diseñó una residencia privada para el presidente del MoMA Anson Conger Goodyear en Old Westbury, NY (1938). La casa de Goodyear fue "la declaración más personal de Stone en el estilo internacional hasta ahora ... un clímax apropiado para este período temprano de experimentación en el modo". Sus paredes de vidrio del piso al techo y el techo plano abrigado se inspiraron en el Pabellón de Barcelona de Ludwig Mies van der Rohe, que Stone había visto durante su beca Rotch. Las residencias de Mandel y Goodyear están incluidas en el Registro Nacional de Lugares Históricos.

### Influencia de Wright
El entusiasmo de Stone por el estilo internacional se había desvanecido en la década de 1940 cuando encontró una nueva inspiración en la arquitectura vernácula estadounidense y en la obra de Frank Lloyd Wright. Al estallar la Segunda Guerra Mundial, Stone cerró su práctica y se alistó en el Ejército de los Estados Unidos. Promovido al rango de mayor, se convirtió en jefe de la Sección de Planificación y Diseño de la Fuerza Aérea del Ejército y supervisó el diseño de los principales aeropuertos en los Estados Unidos. Después de su egreso del Ejército, Stone reabrió su oficina de arquitectura en Nueva York. Sus casas de posguerra continuaron explorando motivos wrightianos, materialidad rústica y diseño modular.
El alcance de la práctica de Stone se amplió a finales de los años cuarenta. Su Hotel Panamá de diez pisos en la Ciudad de Panamá, Panamá (1946), se orientó a los vientos alisios predominantes y empleó corredores abiertos de una sola carga para que las habitaciones de los huéspedes pudieran enfriarse mediante ventilación natural en lugar de aire acondicionado. El Centro de Bellas Artes de la Universidad de Arkansas en Fayetteville (1948) ganó elogios por su hábil manejo de un programa complicado, así como por la excelencia de las instalaciones que brindó. Stone se desempeñó como arquitecto asociado de importantes centros de atención médica como el Centro Médico de la Universidad de Arkansas en Little Rock, AR (1950) y el Hospital del Seguro Social del Empleado en Lima, Perú (1950). Los hospitales que enfatizaron un ambiente humano al abrir habitaciones de pacientes a patios y zonas ajardinadas se convirtieron en una especialidad de la oficina de Stone.

### Formalismo romántico

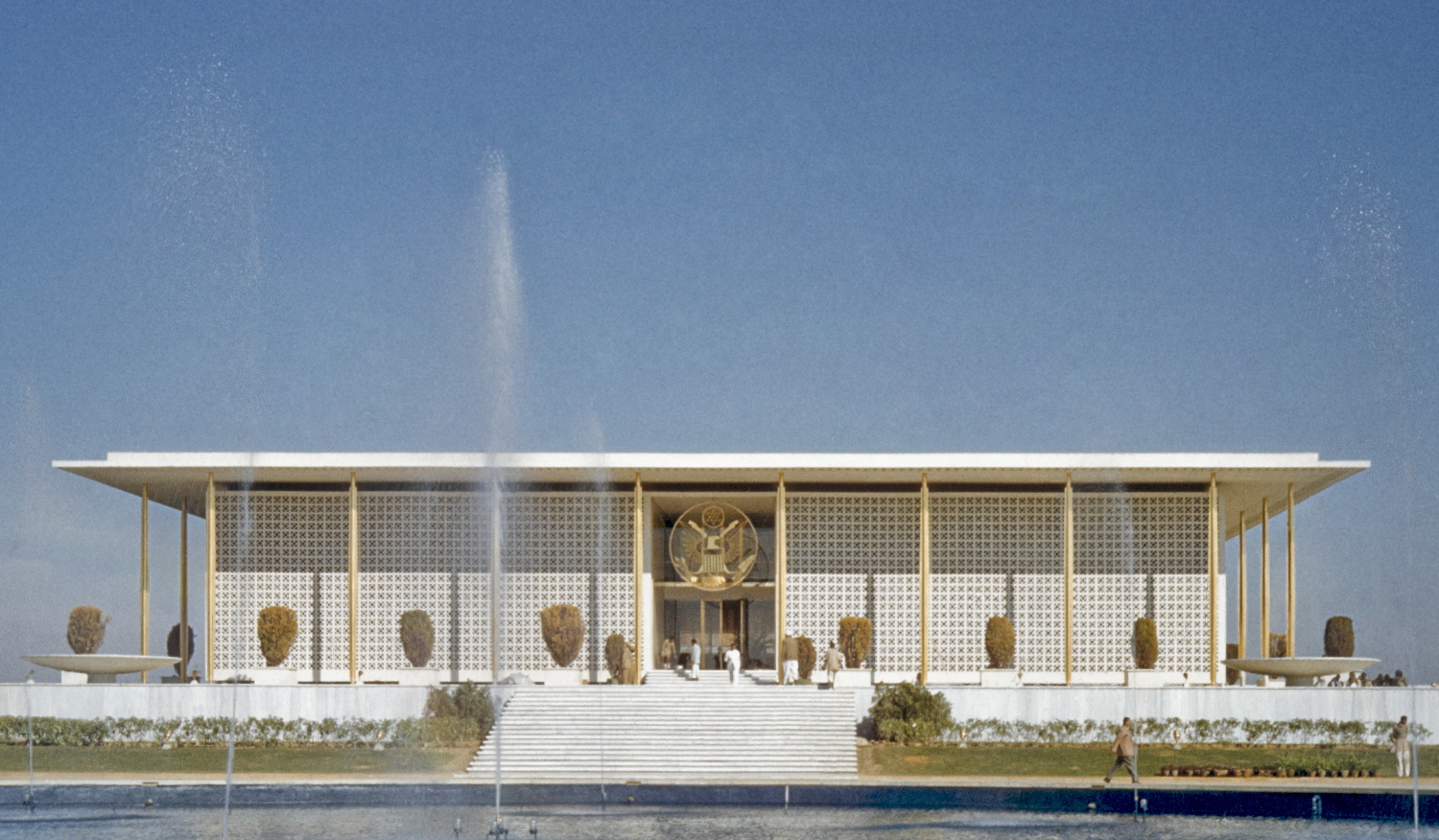
US Embassy New Delhi

La Embajada de los Estados Unidos en Nueva Delhi, India (1954) sería la firma de Stone; un edificio que fusionó el formalismo de su formación de Bellas Artes con un historicismo romántico. Ubicada en un podio, la embajada elegantemente detallada se parecía a un templo, aunque era una estructura sofisticada y ambientalmente sensible que empleaba controles solares pasivos y ventilación natural para reducir las cargas de aire acondicionado. En el centro del edificio había un atrio sombreado con una gran piscina y fuentes reflectantes. Para mayor sombra y seguridad, Stone encerró a la embajada en una parrilla perforada de dos pisos de bloques de terrazo estampados. La embajada de Stone fue ampliamente elogiada. Frank Lloyd Wright la llamó uno de los edificios más hermosos que jamás había visto. La embajada ganó un primer premio de honor del Instituto Americano de Arquitectos.

La Embajada de Nueva Delhi fue un alejamiento radical de la corriente principal de la arquitectura moderna, e influyó en el desarrollo de un estilo arquitectónico que llegó a ser conocido como Nuevo Formalismo. Stone se estableció como uno de los principales formalistas con una serie de edificios ampliamente publicados como el Centro Médico de la Universidad de Stanford en Palo Alto, CA (1955), la Stuart Pharmaceutical Company en Pasadena, CA (1956) y el pabellón de los Estados Unidos en La Feria Mundial de Bruselas de 1958 (1957). En 1958, Stone fue elegido para el Colegio de Fellows del American Institute of Architects. También fue objeto de un artículo de portada de la revista Time. Su oficina comenzó a recibir comisiones más grandes y prestigiosas, entrando en un período de rápida expansión.

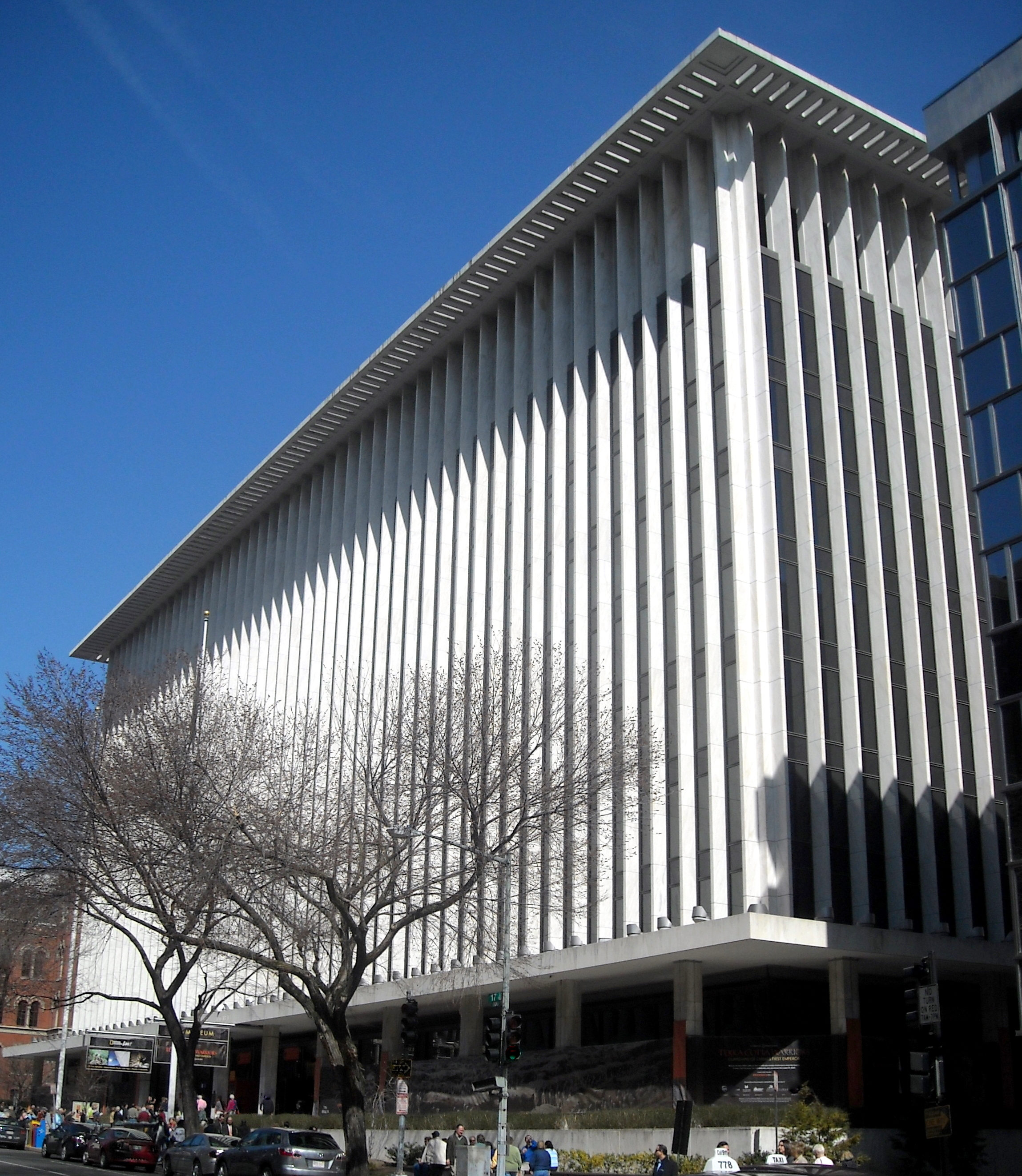
Museo National Geographic

Guiado por un amplio conocimiento de la historia de la arquitectura, Stone buscó lograr un sentido de permanencia en sus edificios. "Pienso en la arquitectura como un arte perdurable", dijo. "Me gusta decir que la arquitectura no debe ser lo que está de moda en la actualidad ... No debería estar influenciada por los gestos transitorios. Esto es por lo que me esfuerzo. Intento hacer edificios que creo que perdurarán y que no estarán fechados". A mediados de los años sesenta, la firma de Stone se encontraba entre los estudios arquitectónicos más grandes de los Estados Unidos, con más de 200 empleados y oficinas en ambas costas. Sus clientes incluían instituciones culturales, educativas y religiosas, agencias gubernamentales y grandes corporaciones. Los edificios significativos de este período incluyen el edificio legislativo del estado de Carolina del Norte en Raleigh (1960), el Instituto de Ciencia y Tecnología Nuclear de Pakistán en Nilore (1961), el edificio de la National Geographic Society en Washington D. C. (1961), el Museo de Arte en Ponce, Puerto Rico (1961), el campus de Albany de la Universidad Estatal de Nueva York (1962), el Centro John F. Kennedy para las Artes Escénicas en Washington D. C. (1962), el edificio de General Motors en la ciudad de Nueva York (1964). ), y la sede mundial de PepsiCo, en Purchase, NY (1967).
Stone continuó recibiendo importantes comisiones a principios de la década de 1970, como el complejo Capital del Estado de Florida en Tallahassee (1970) y el edificio Standard Oil en Chicago (1970). El último edificio, ahora conocido como el Centro Aon, estaba entre las estructuras más altas del mundo en el momento de su finalización. La falta de salud obligó a Stone a retirarse de la práctica activa en 1974. Murió en Nueva York en 1978. Tras un funeral en Nueva York, Stone fue enterrado en Fayetteville. Su firma, Edward Durell Stone & Associates, continuó existiendo en varias formas hasta 1993.

## Trabajo educativo
Además de su práctica arquitectónica, Stone también se dedicó a la educación de jóvenes arquitectos. "El maestro", dijo, "no debe hacer el trabajo del estudiante. Debe tomar su propia concepción, alentarlo a que piense por sí mismo, pero sugerir problemas que puedan surgir o formas en que se puedan mejorar los detalles. Intento ayudar al estudiante a ver las posibilidades, para ayudarlo a abrir los ojos al final de su proyecto".
Stone enseñó en la Escuela de Arquitectura y Artes Aplicadas de la Universidad de Nueva York a partir de 1937, y luego se convirtió en el principal crítico de diseño y profesor asociado de arquitectura en la Escuela de Arquitectura de Yale. Se desempeñó como profesor visitante en otras instituciones, incluida la Academia Americana en Roma, Cornell, Princeton y Stanford, hasta que las demandas de su práctica arquitectónica le impidieron hacerlo. Apoyó activamente el establecimiento de un programa de arquitectura en la Universidad de Arkansas. El trabajo de Stone como educador le dio la oportunidad de reclutar a muchos miembros jóvenes del personal para su oficina. También formó vínculos con otros académicos destacados como Walter Gropius en Harvard, Pietro Belluschi en el MIT, George Howe en Yale y William Wurster en la Universidad de California, Berkeley. El papel de Stone como educador fue reconocido en 1955, cuando el Capítulo de Nueva York del Instituto Americano de Arquitectos le otorgó su Medalla de Honor, elogiando a Stone como "un distinguido diseñador de edificios e inspirador maestro".

## Obras seleccionadas
- Radio City Music Hall and the Center Theater, Rockefeller Center, New York City, (as senior designer in the employ of the Rockefeller Center Associated Architects with Donald Deskey and Eugene Schoen, interior designers, 1932)
- Richard H. Mandel House, Bedford Hills, New York (with Donald Deskey, interior designer, 1933)
- Mepkin Plantation para Mr. and Mrs. Henry R. Luce, (Mepkin Abbey), Monck's Corner, South Carolina (1936)
- Museum of Modern Art, New York City, (con Philip L. Goodwin, 1937)
- A. Conger Goodyear House, Old Westbury, New York (1938)
- Ingersoll Steel, Utility Unit House, Kalamazoo, Michigan (1946)
- El Hotel Panamá, Ciudad de Panamá, Panamá (1946)
- Fine Arts Center, University of Arkansas, Fayetteville, Arkansas (1948)
- United States Embassy, New Delhi, India (1954)
- Phoenicia InterContinental Hotel, Beirut, Lebanon (1954, alterado en 1997)
- Stanford Medical Center, Palo Alto, California (1955)
- Bruno & Josephine Graf Residence, Dallas, Texas (1956)
- Main Library y Mitchell Park Branch Library, Palo Alto, California (1956, Mitchell Park Branch demolidas en 2010)
- Edward Durell Stone Townhouse, 130 East 64th Street, New York City (1956)
- Stuart Pharmaceutical Co., Pasadena, California (1956, partialmente demolida)
- U.S. Pavilion at Expo 58, Brussels, Belgium (1957, partialmente demolido)
- First Unitarian Society Church, Schenectady, New York (1958)
- Gallery of Modern Art, including the Huntington Hartford Collection (Museum of Arts & Design), New York City (1958, alterado en 2006)
- International Trade Mart (World Trade Center of New Orleans), Nueva Orleans, Luisiana (1959)
- Robert M. Hughes Memorial Library, Norfolk, Virginia (1959, alterada en 2011)
- Harvey Mudd College, Claremont, California (1959)
- North Carolina State Legislative Building, Raleigh, North Carolina (1960)
- Beckman Auditorium, California Institute of Technology, Pasadena, California (1960)
- National Geographic Society Museum, Washington D. C. (1961)
- Museo de Arte, Ponce, Puerto Rico (1961)
- Windham College (now known as Landmark College), Putney, Vermont (1961)
- State University of New York at Albany, Albany, New York (1962)
- John F. Kennedy Center for the Performing Arts, Washington D. C. (1962)
- Prince George's Center (now known as University Town Center), Hyattsville, Maryland (1962)
- Busch Memorial Stadium, San Luis, Misuri (1962, demolido en 2005)
- WAPDA House, Lahore, Pakistan (1962)
- Stuhr Museum of the Prairie Pioneer, Grand Island, Nebraska (1963)
- Claremont School of Theology, Claremont, California (1963)
- P.S. 199 School, Lincoln Square/Upper West Side, New York (1963)
- Davenport Public Library, Davenport, Iowa (1964)
- General Motors Building, New York City (1964)
- Ethel Percy Andrus Gerontology Center, University of Southern California, Los Angeles, California (1964)
- Tulsa Convention Center, Tulsa, Oklahoma (1964, Cox Business Center)
- Von KleinSmid Center, University of Southern California, Los Angeles, California (1964)
- Garden State Arts Center (now known as PNC Bank Arts Center), Holmdel, New Jersey (1965)
- Pakistan Institute of Nuclear Science and Technology, (1965)
- Georgetown University Law Center Bernard P. McDonough Hall, Washington D. C. (1966)
- W.E.B. Du Bois Library, University of Massachusetts Amherst, Amherst, Massachusetts (1966)
- Brith Emeth Temple, Pepper Pike, Ohio (1967)
- Fort Worth City Hall, Fort Worth, Texas (1967)
- Kirwan-Blanding Complex, University of Kentucky, Lexington, Kentucky (1967)
- PepsiCo World Headquarters Complex, Purchase, New York (1967)
- Jefferson County Civic Center, Pine Bluff, Arkansas (1968)
- Worcester Science Museum (now known as the EcoTarium), Worcester, Massachusetts, (1964, alterado en 1998)
- Eisenhower Medical Center, Rancho Mirage, California (1971)
- Amarillo Museum of Art, Amarillo, Texas (1972)
- Standard Oil Building (now known as Aon Center), Chicago, Illinois (1972)
- Buffalo News Building, Buffalo, New York (1973)
- Scripps Green Hospital, La Jolla, California (1974)
- First Bank Building (now known as First Canadian Place), Toronto, Ontario (1975)
- Babin Kuk Resort, Dubrovnik, Croatia (1976)
- Capitolio de Florida, Tallahassee, Florida (1977)
- University of Alabama School of Law, Tuscaloosa, Alabama (1977)
- Scripps Anderson Outpatient Pavilion, La Jolla, California (Edward Durell Stone Associates, 1983)
- Government Center Station, Miami, Florida (1984)
- Scripps Research Institute, La Jolla, California (Edward Durell Stone Associates, 1985)
- Museum of Anthropology, Xalapa, Veracruz, México (Edward Durell Stone Associates, 1986)

## Galería

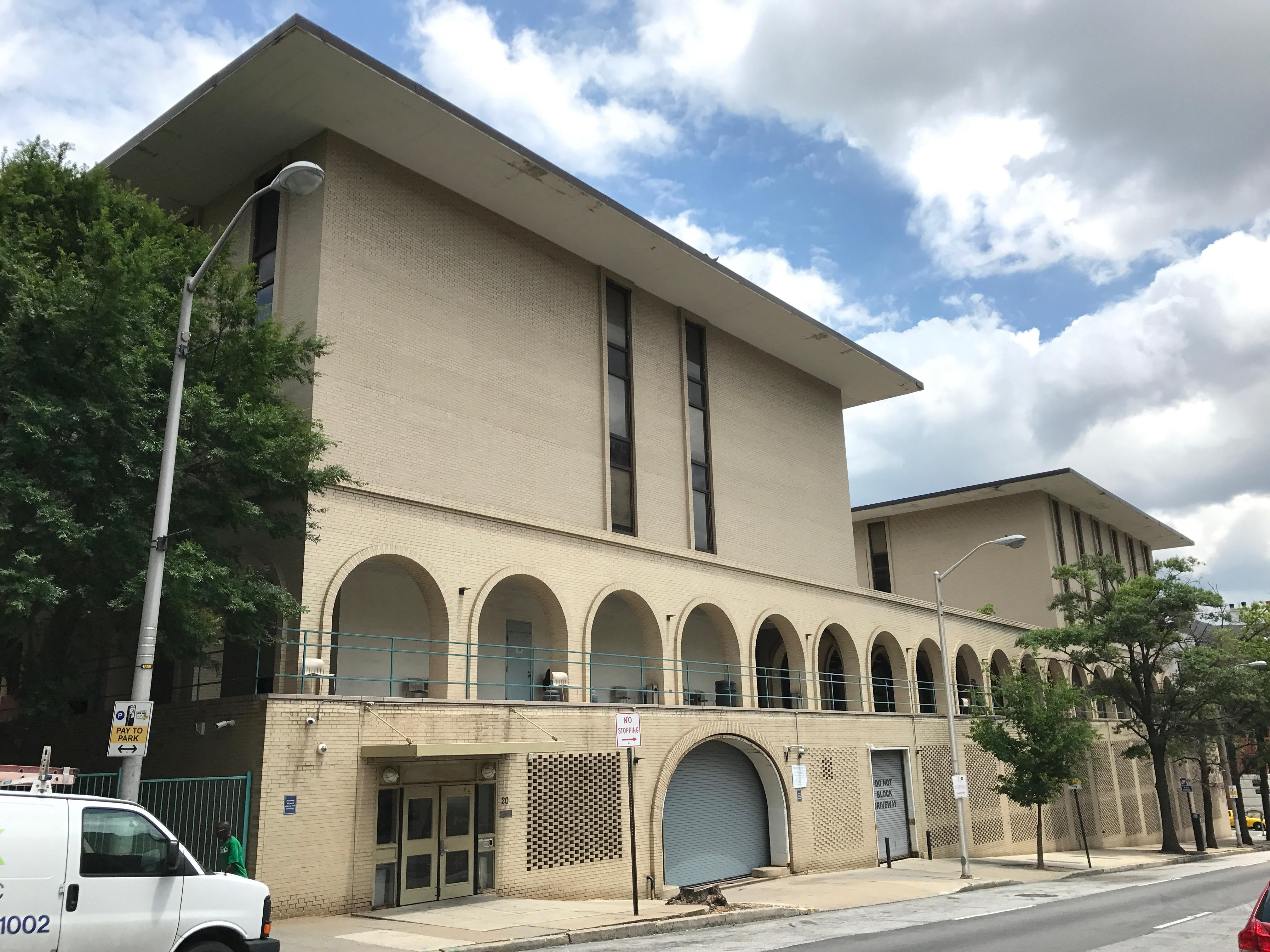
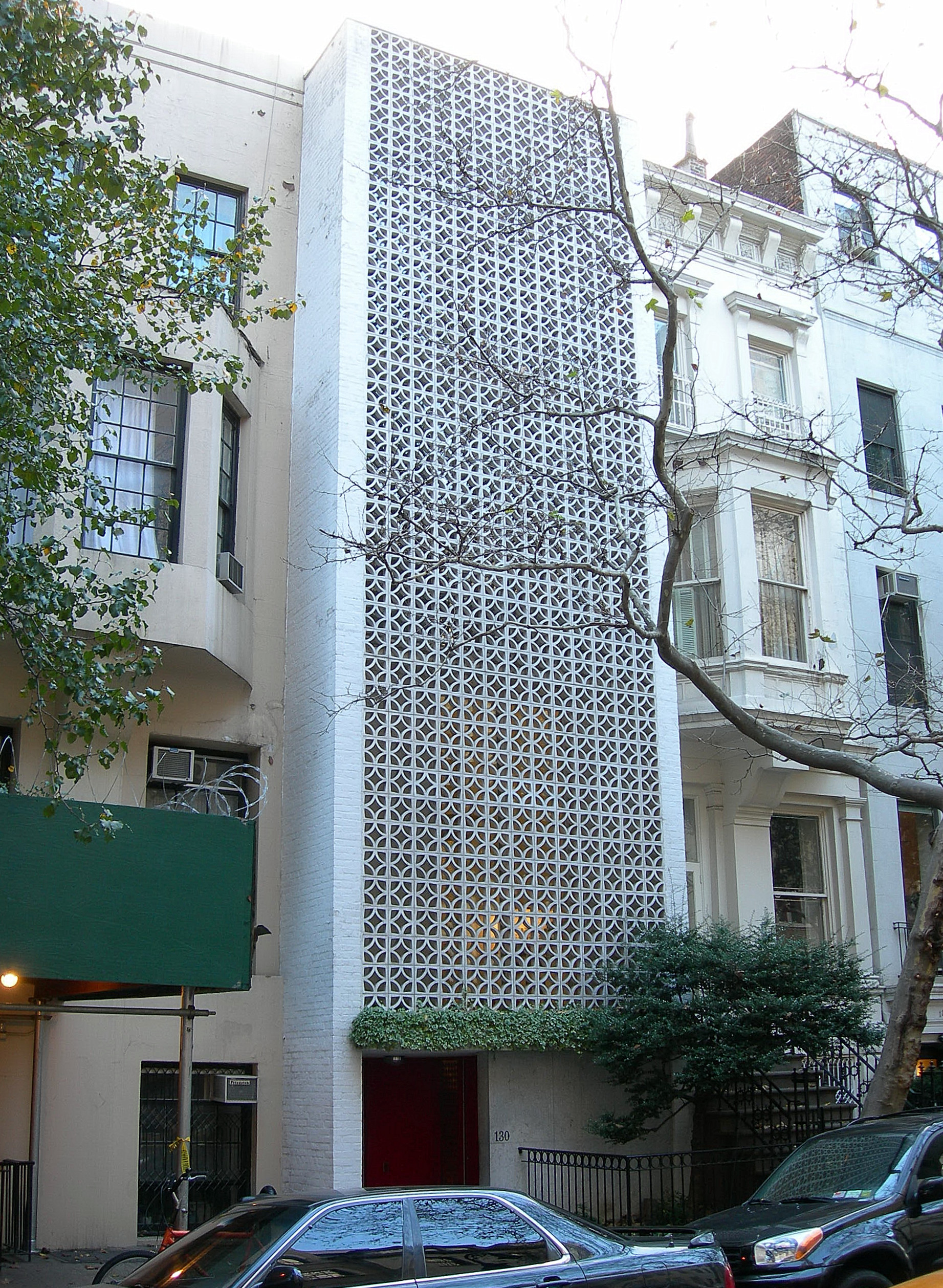
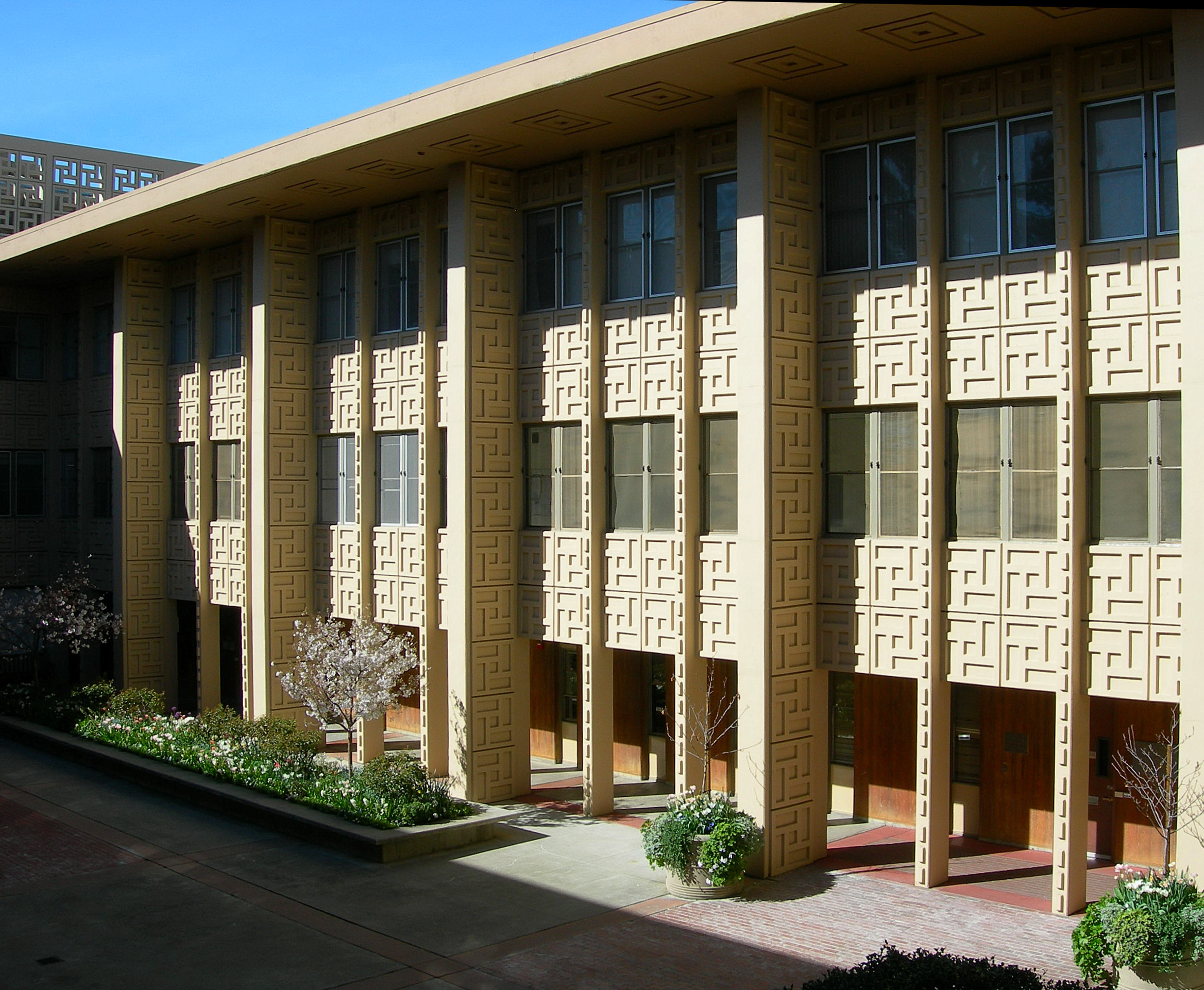
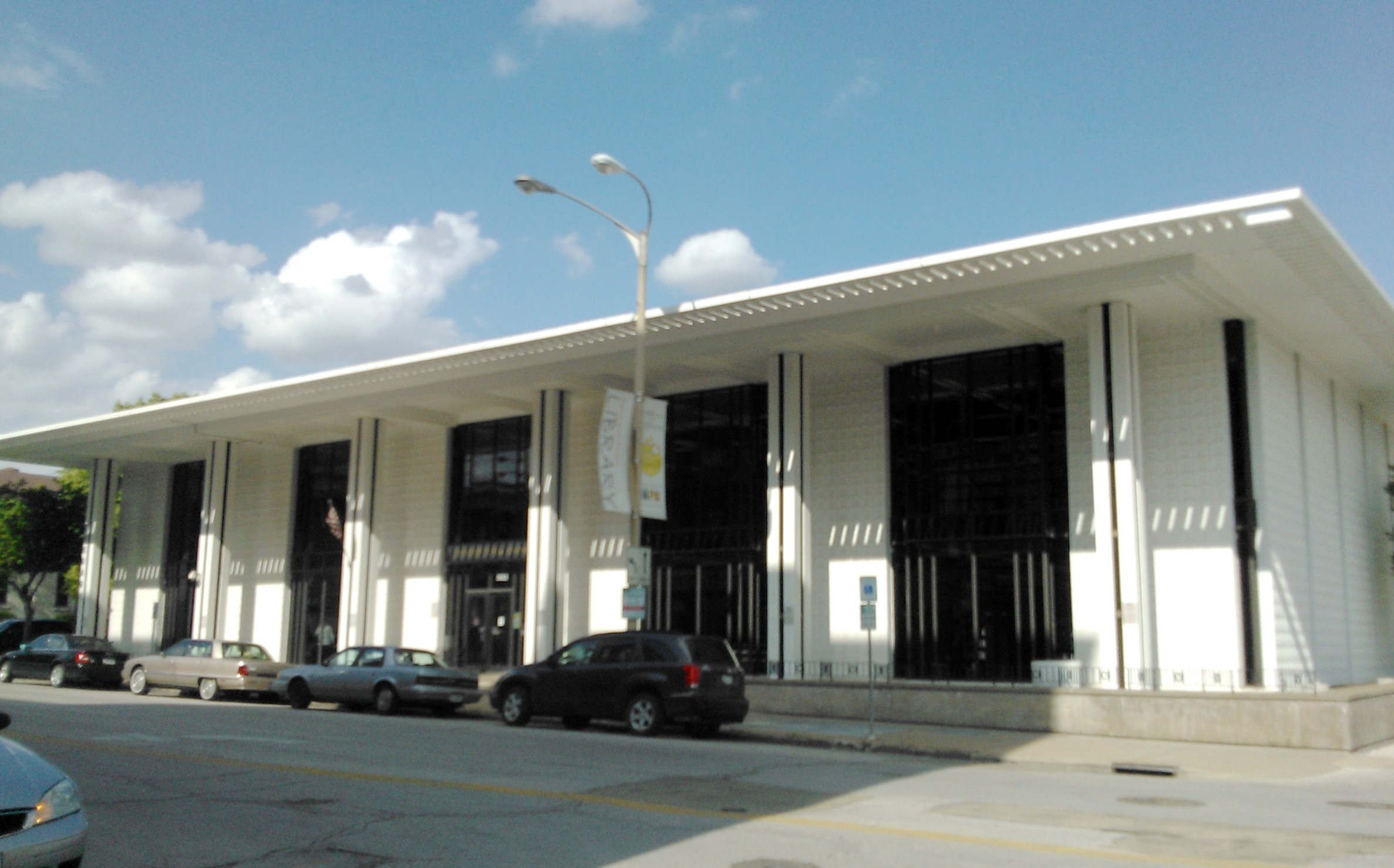
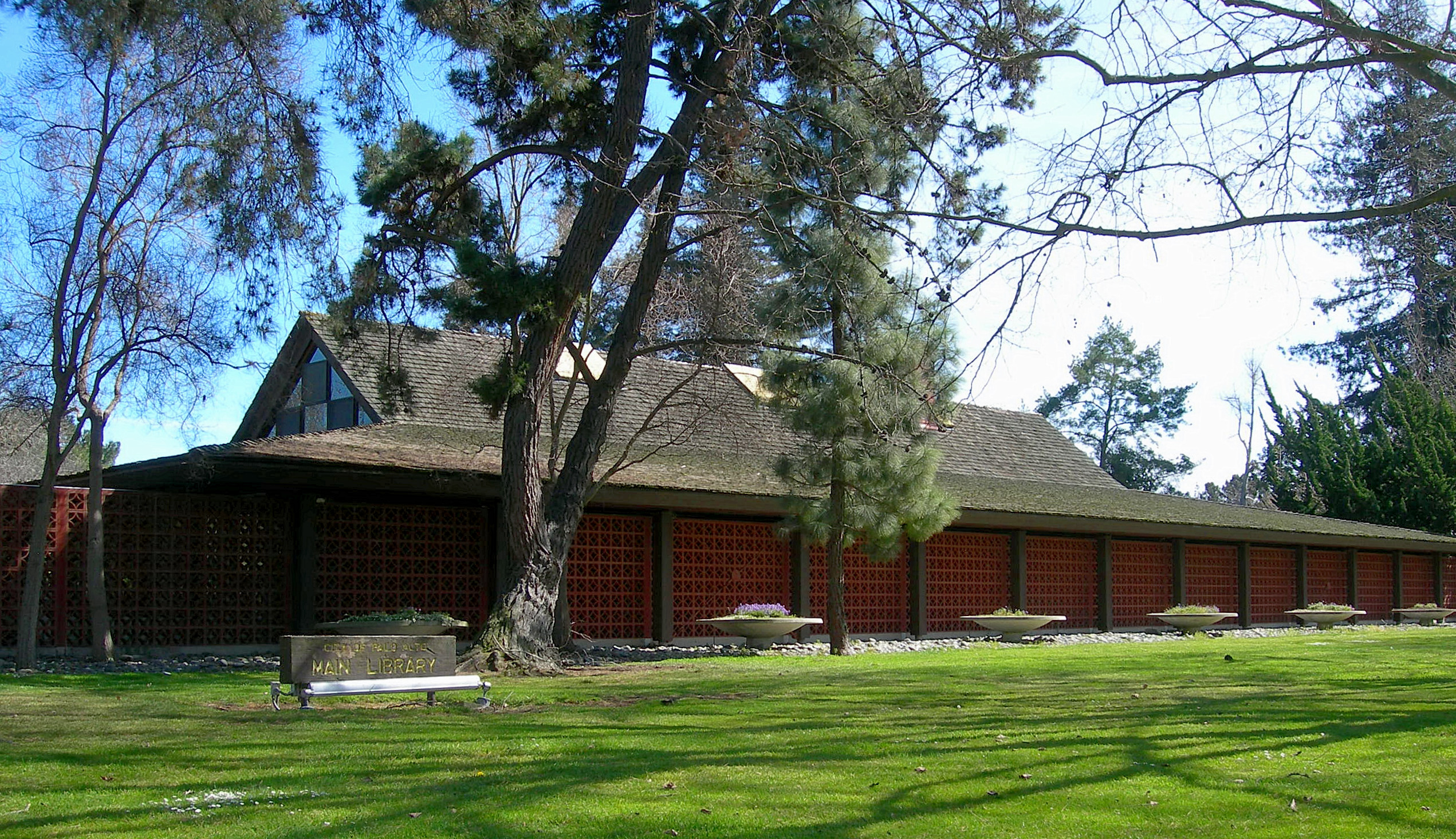
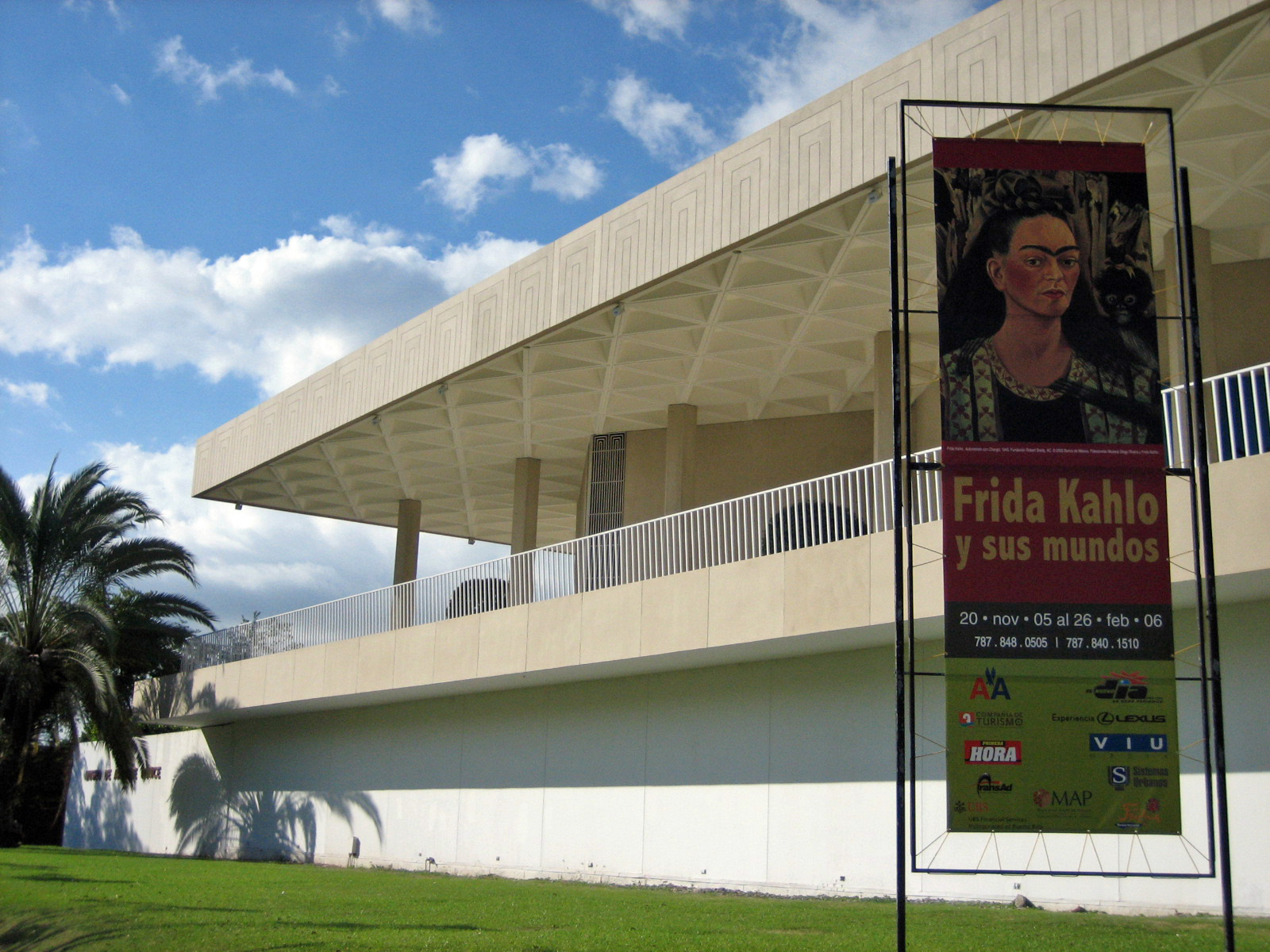
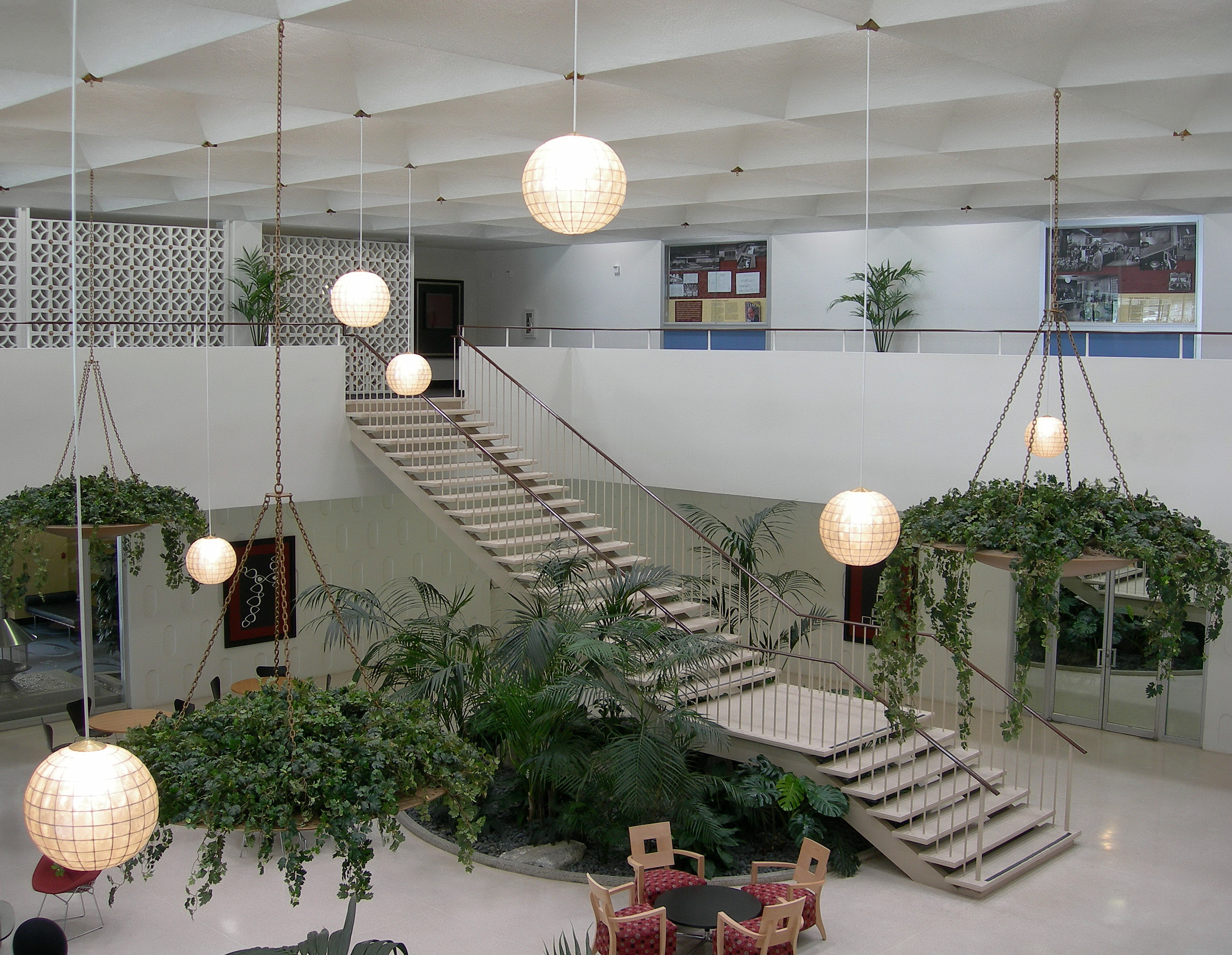
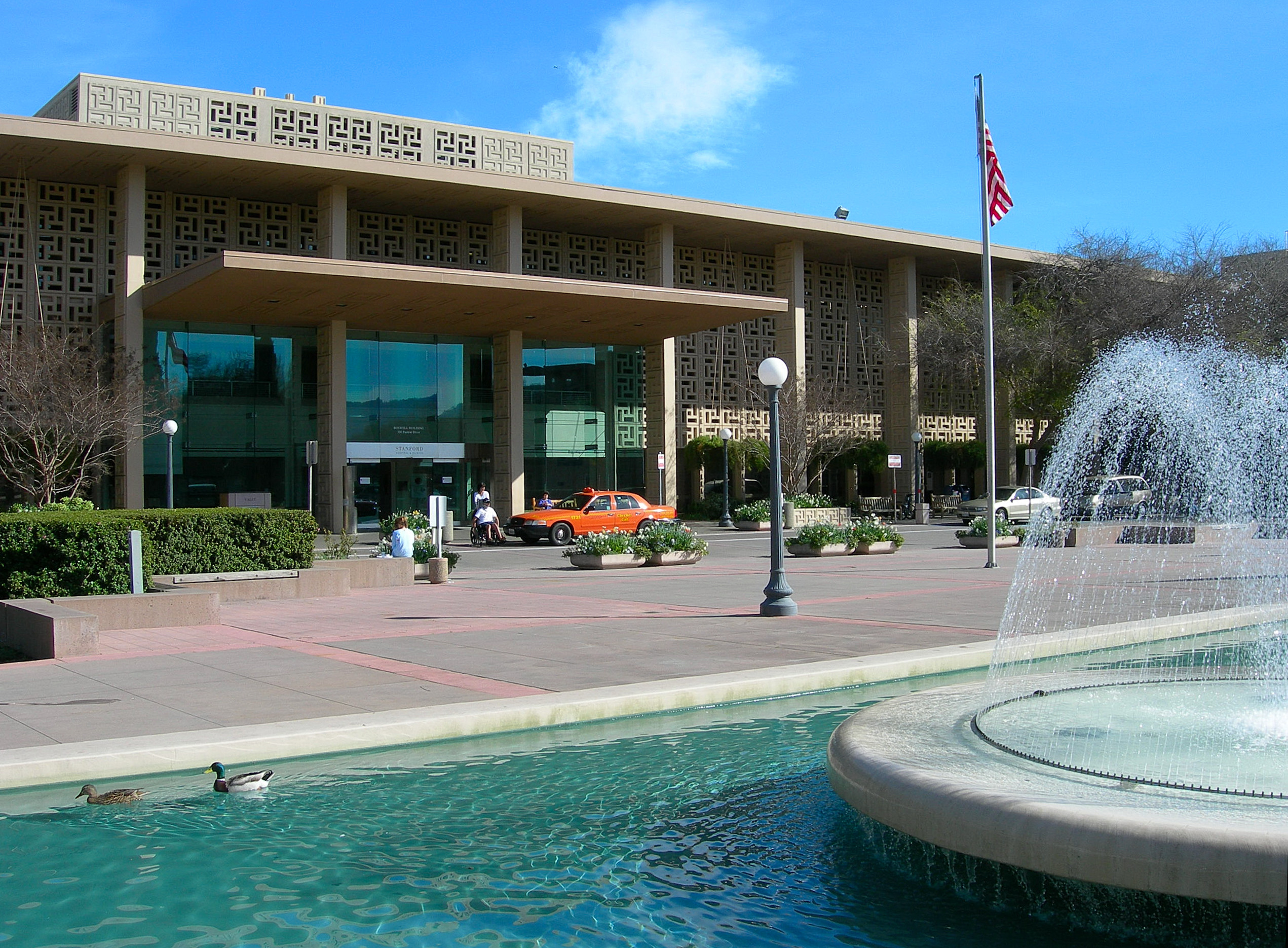
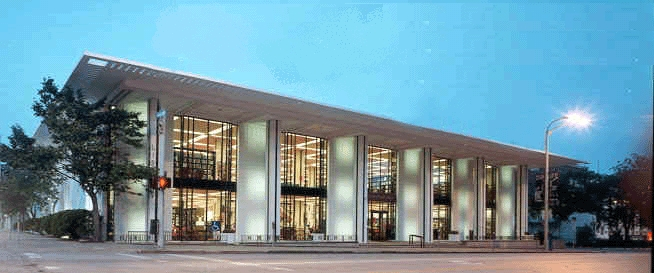
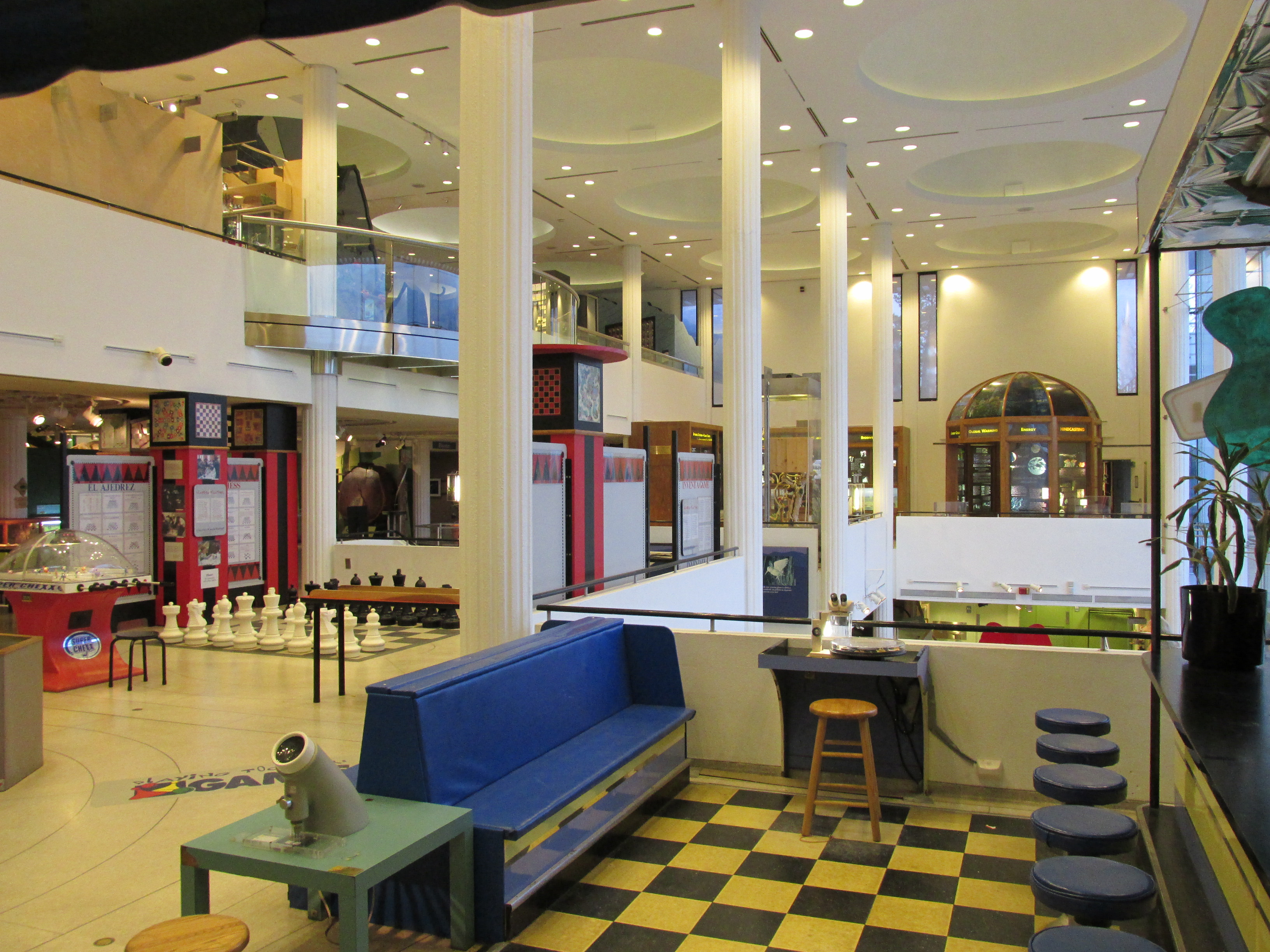
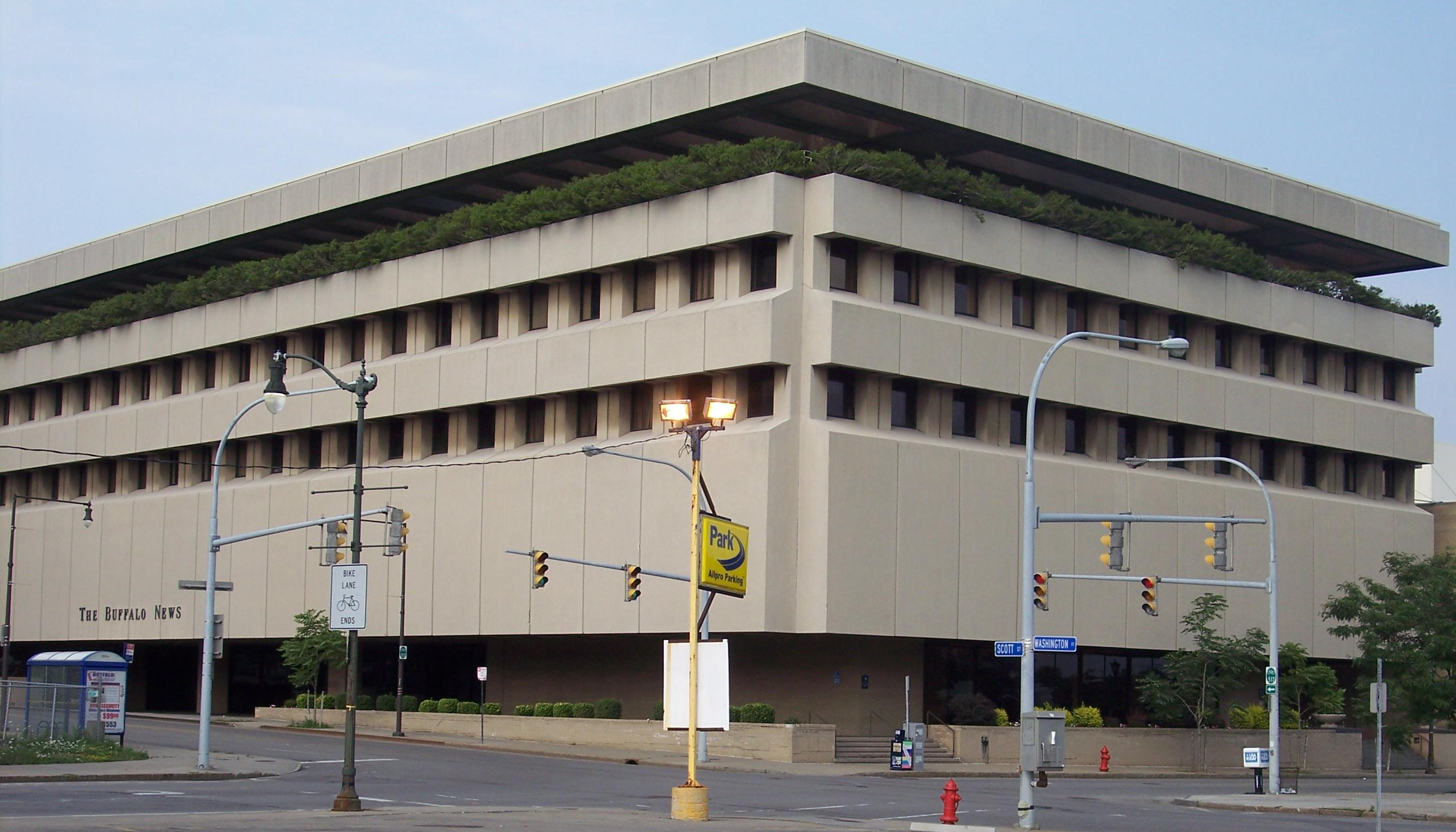
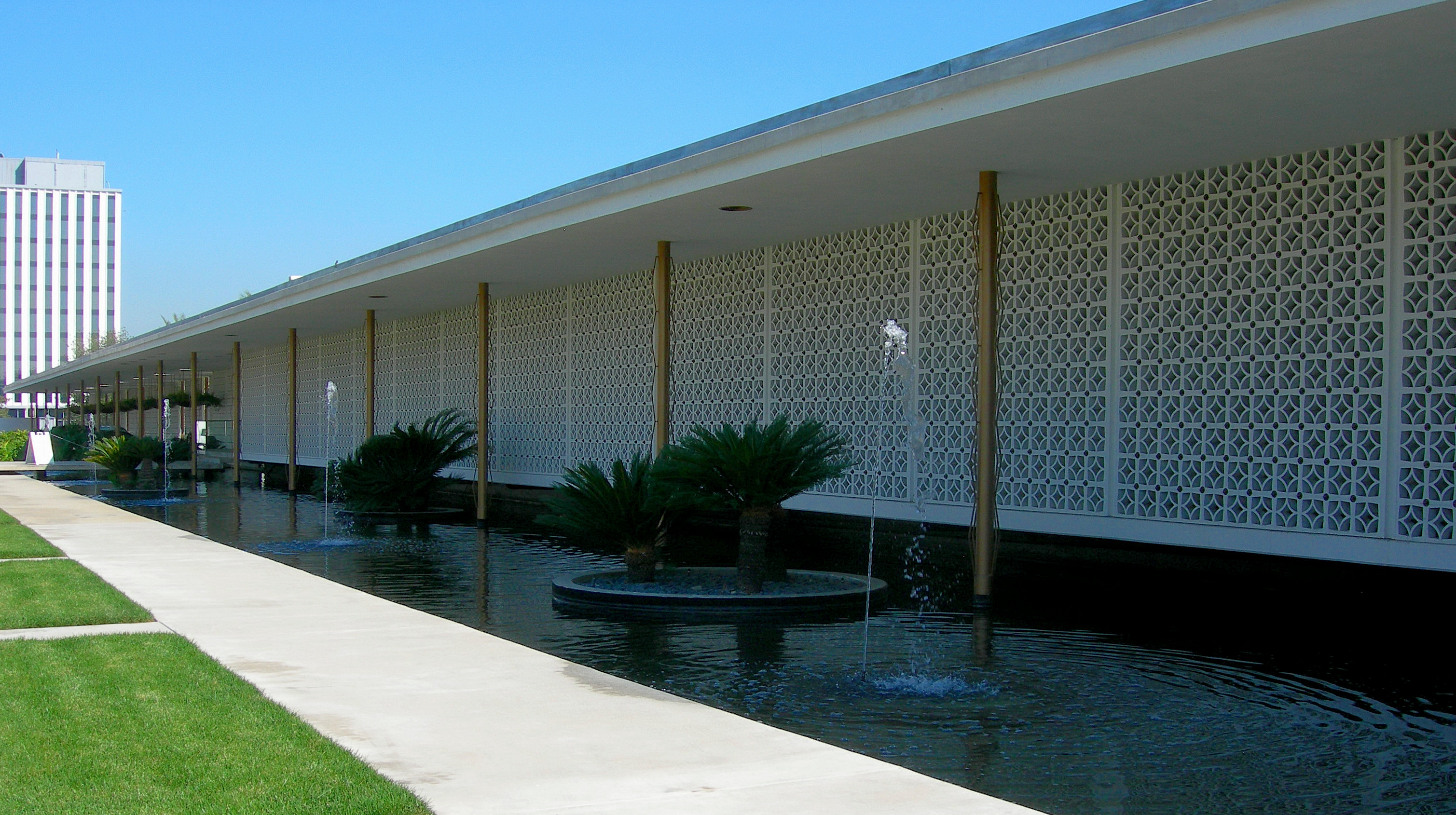
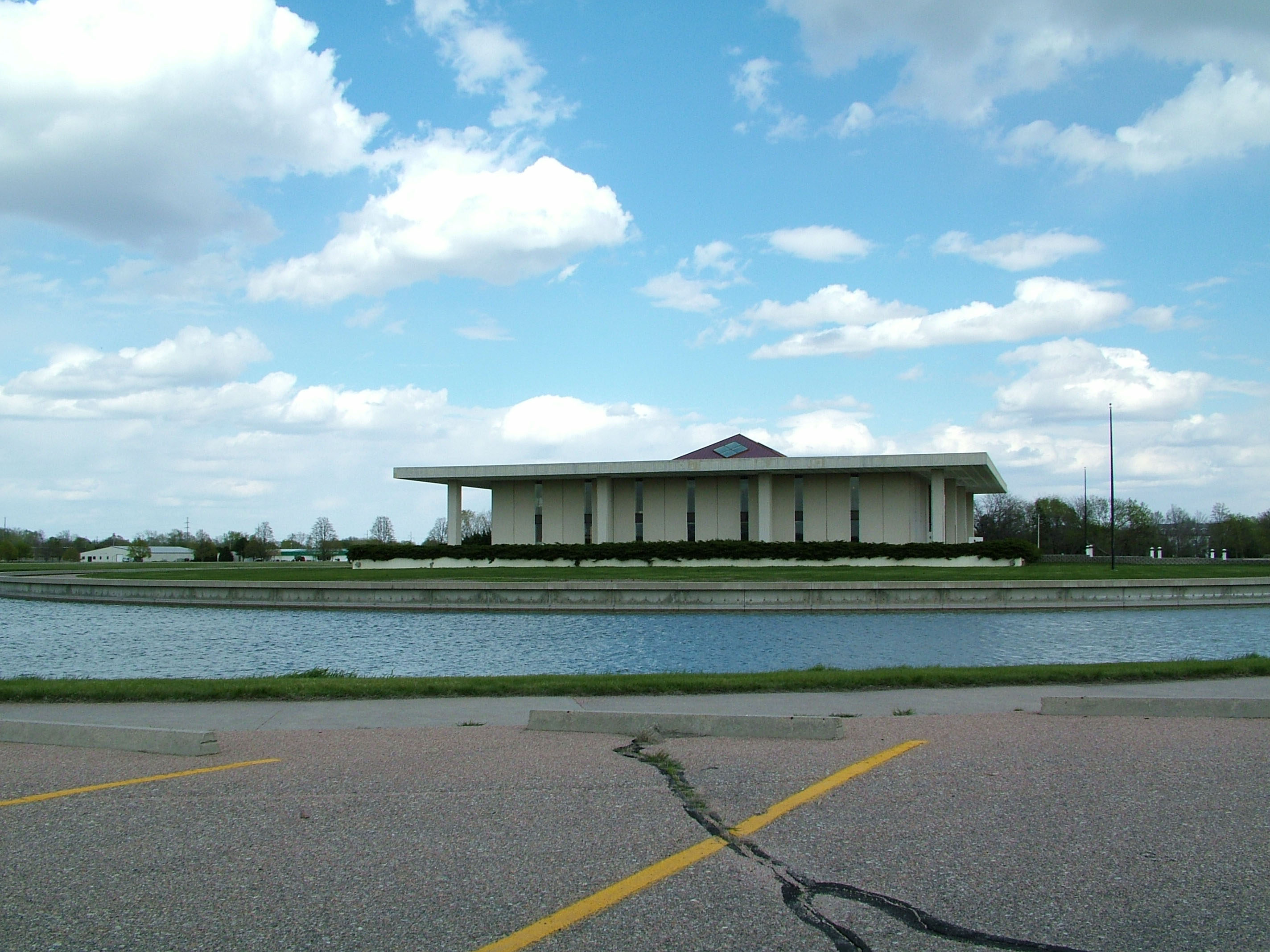
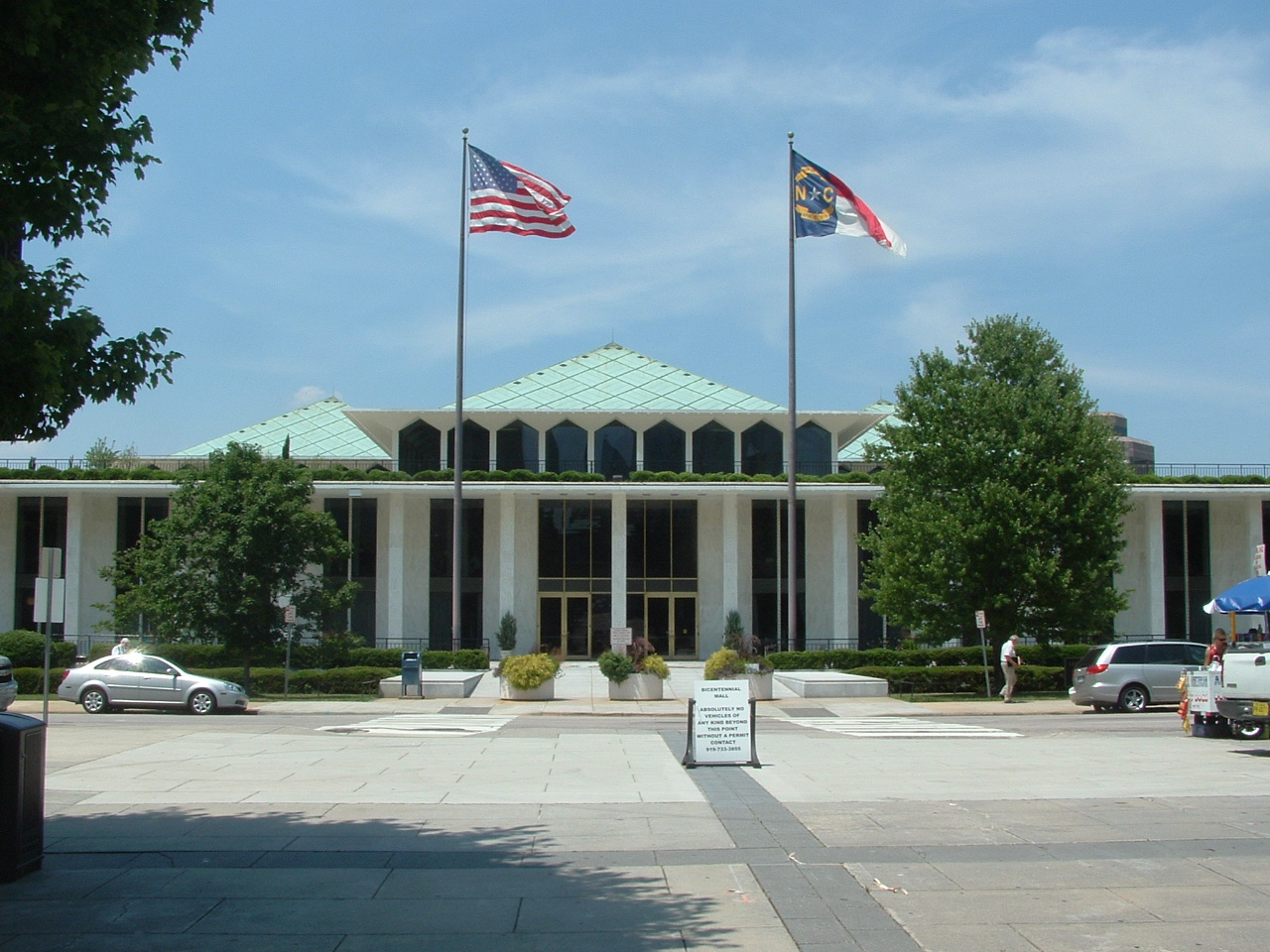
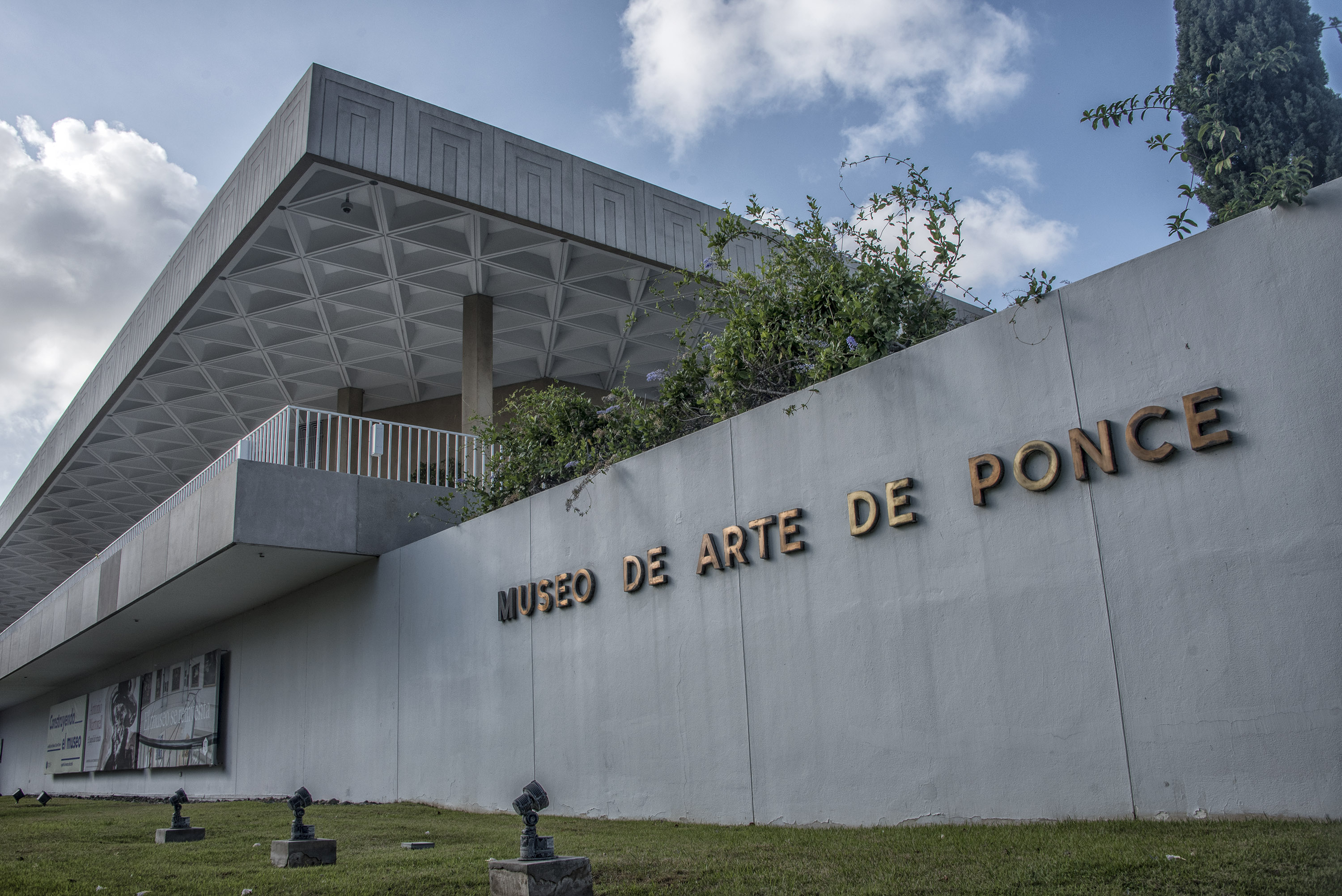
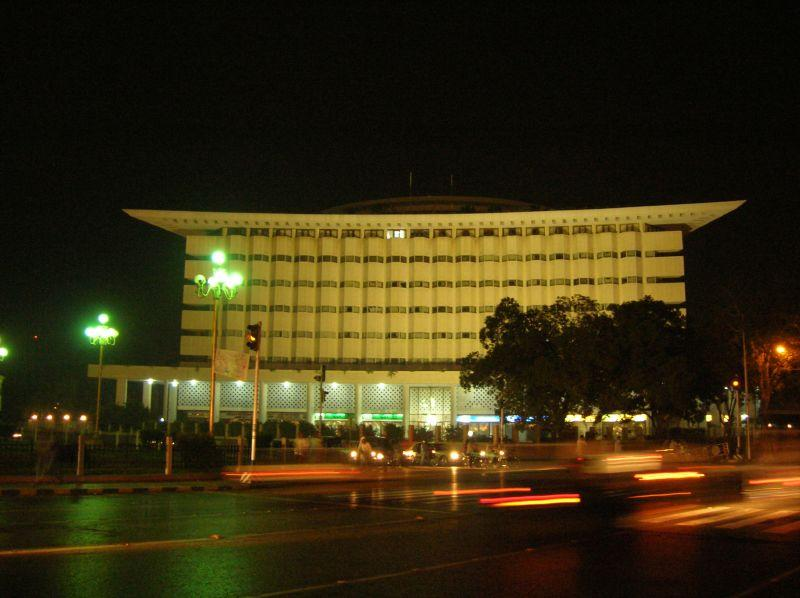
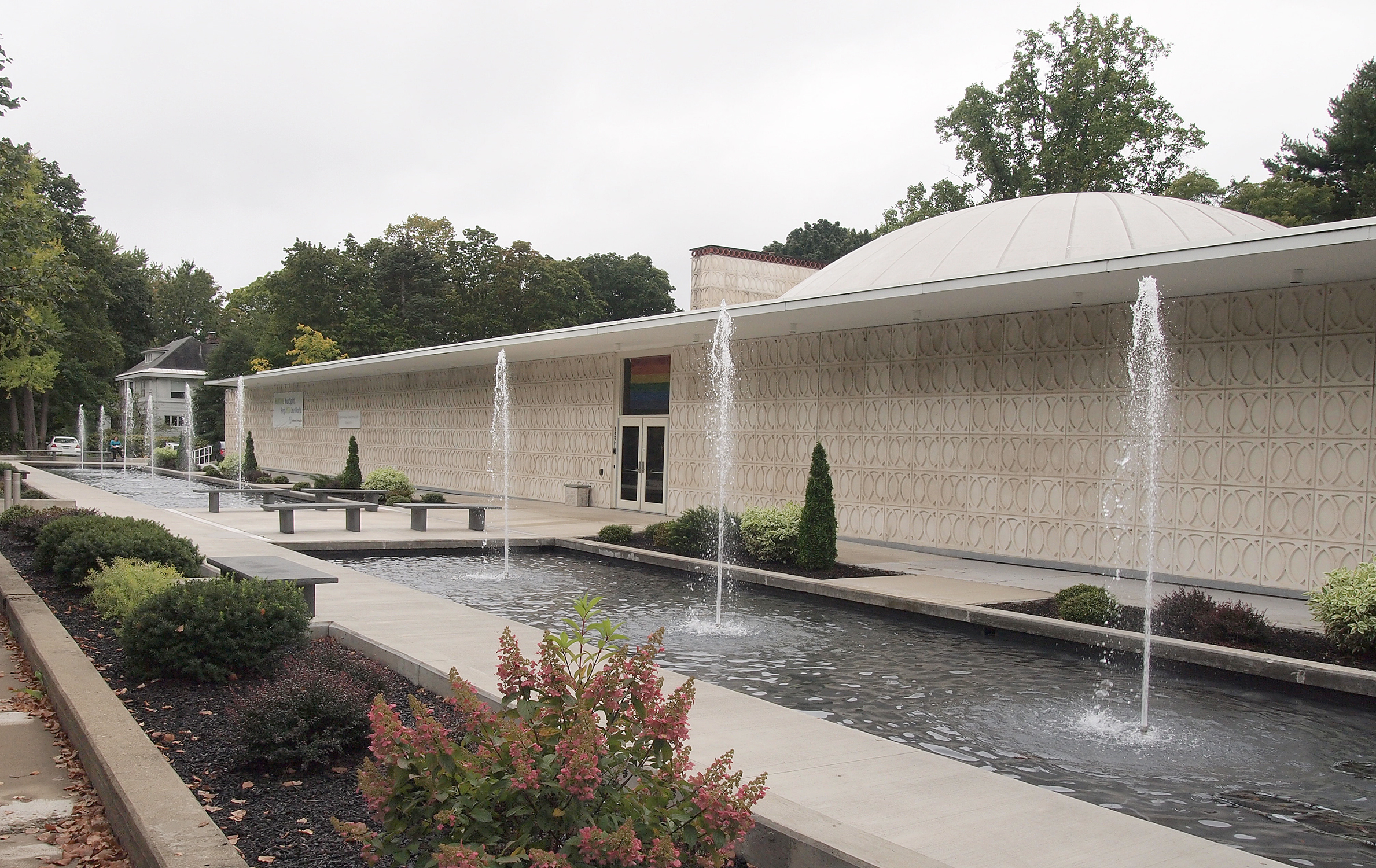
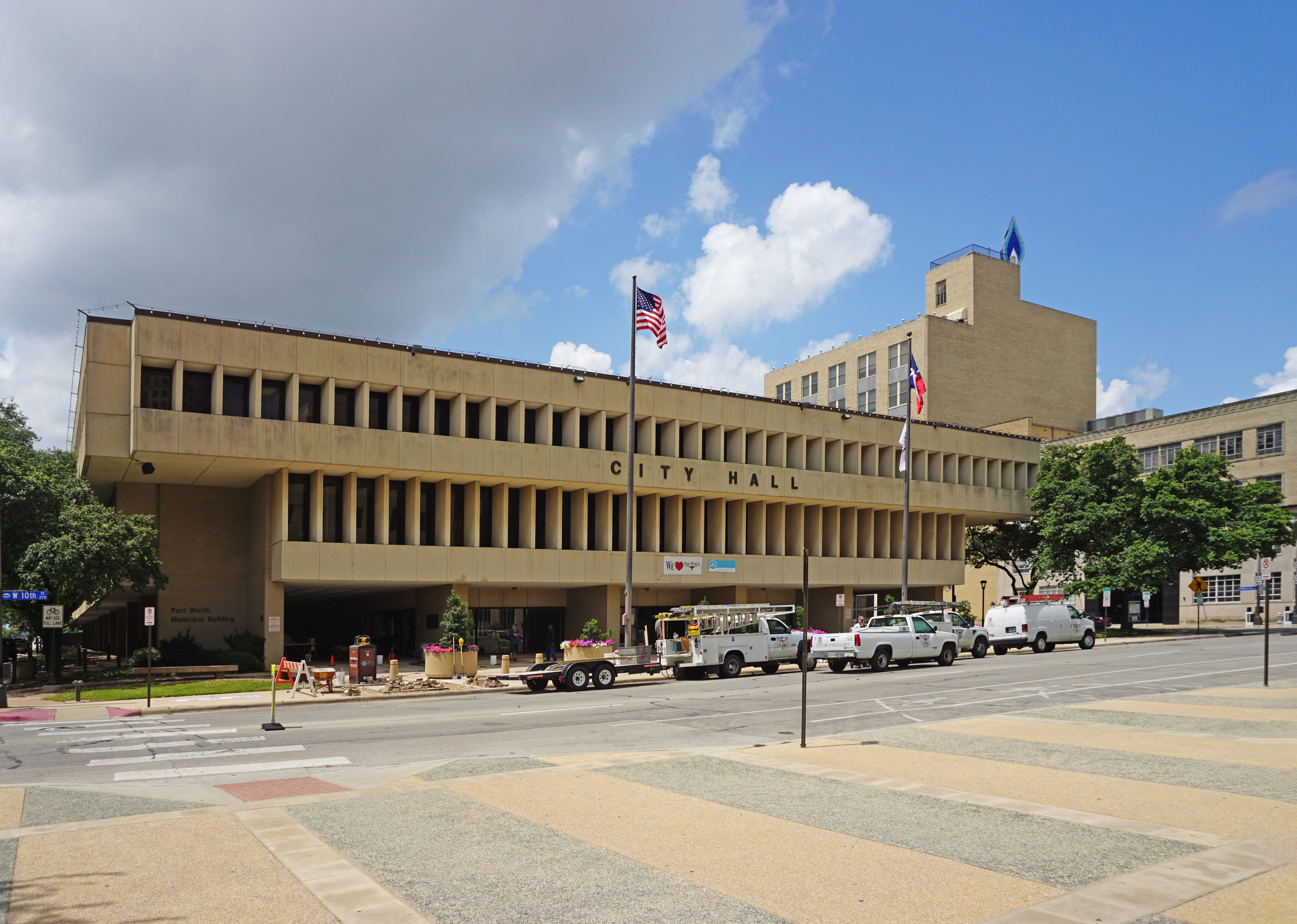
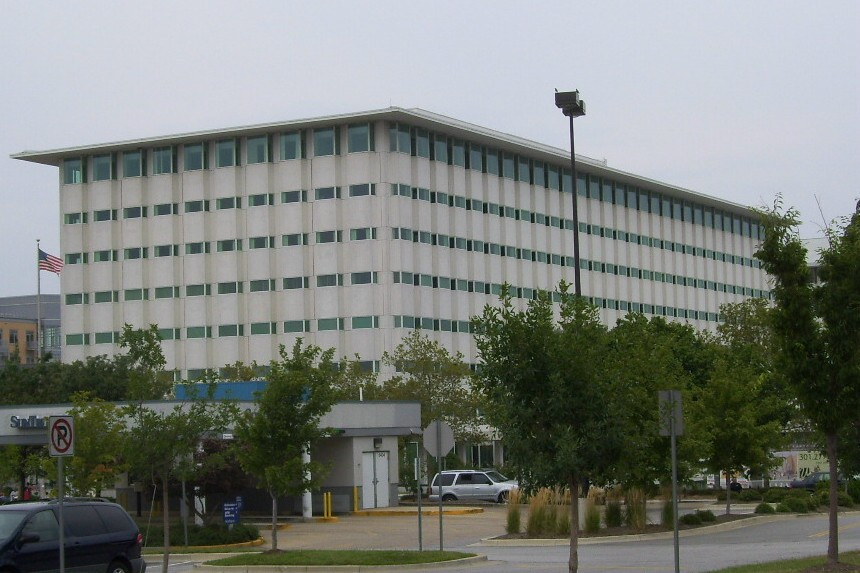
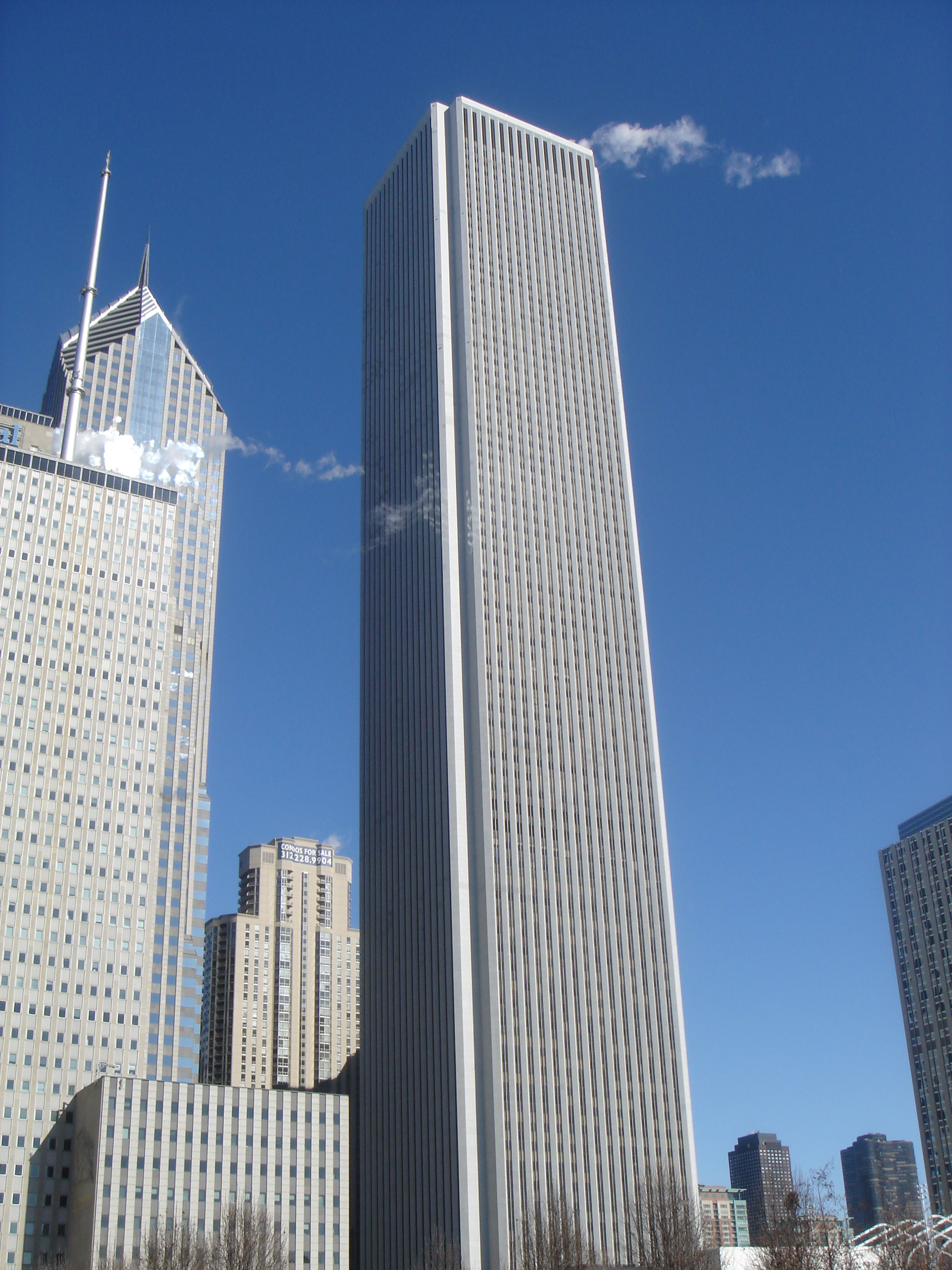
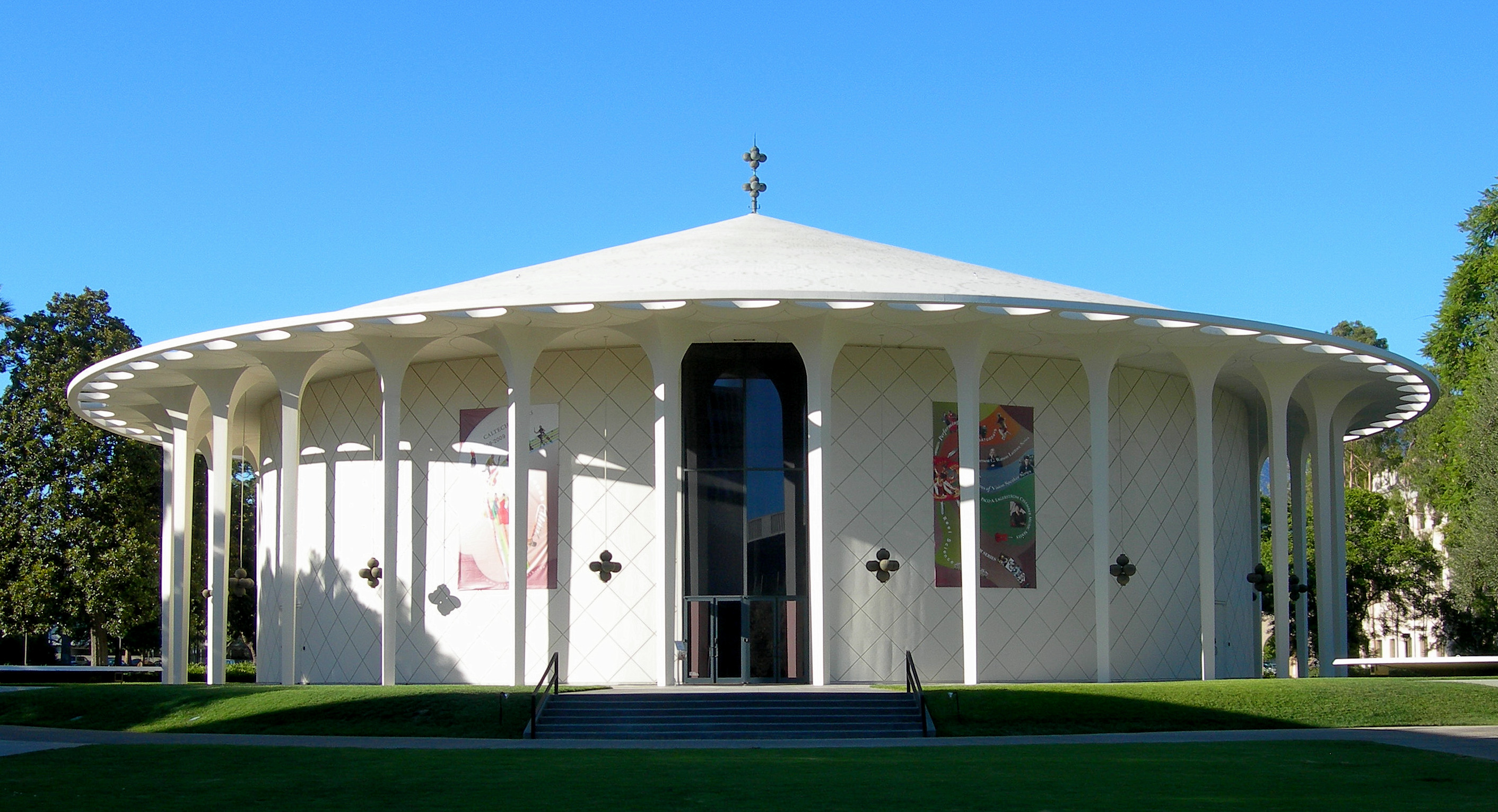
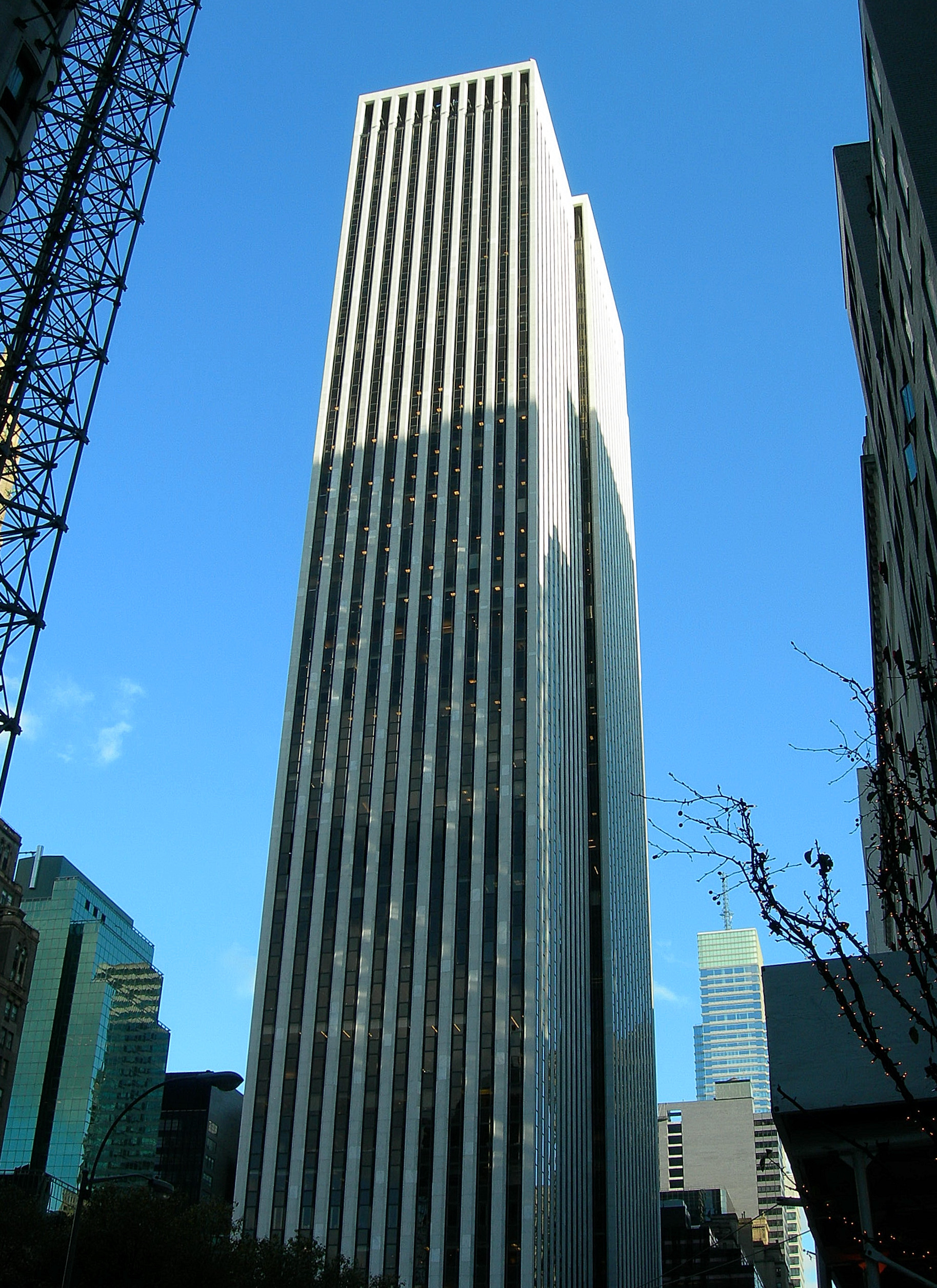
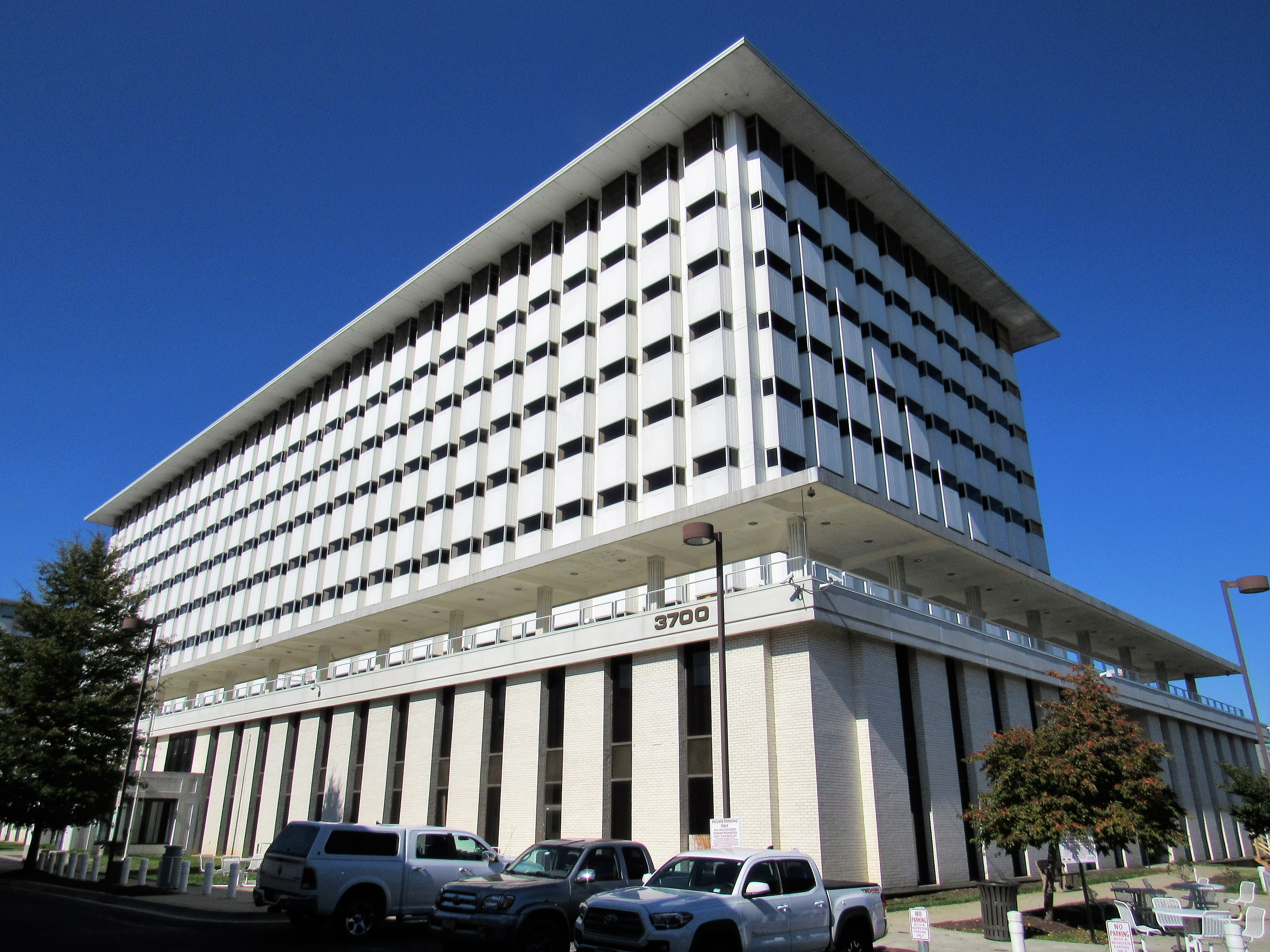
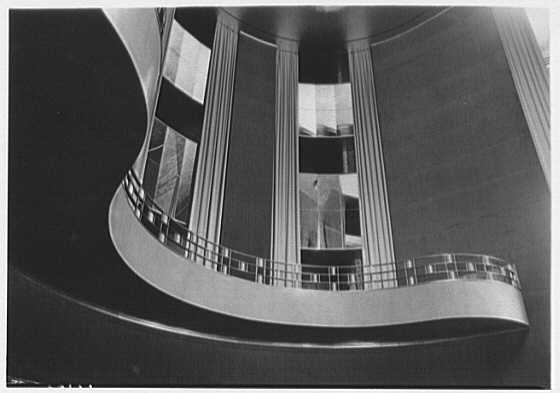
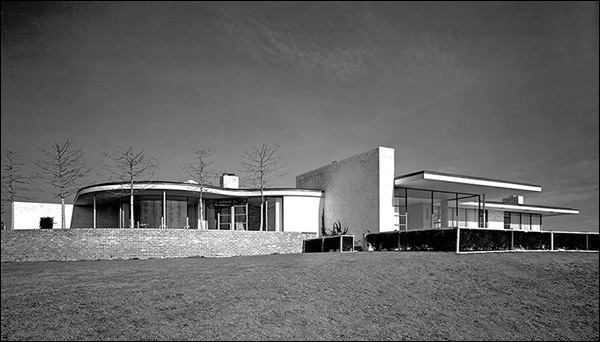
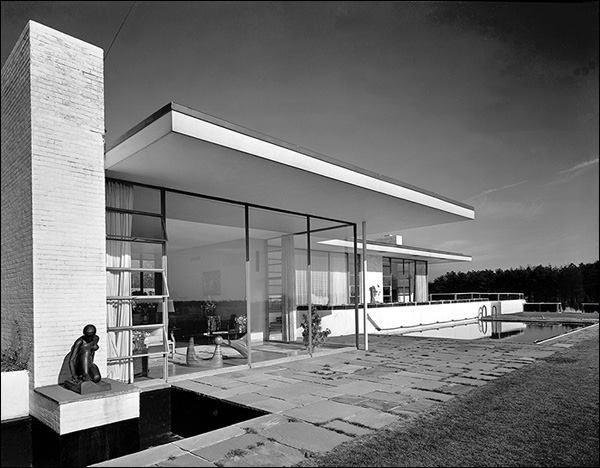
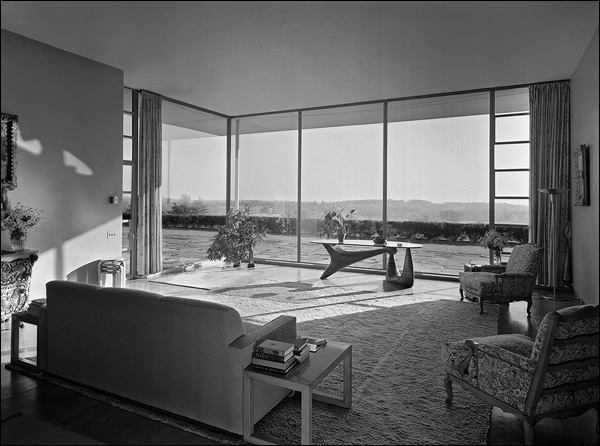
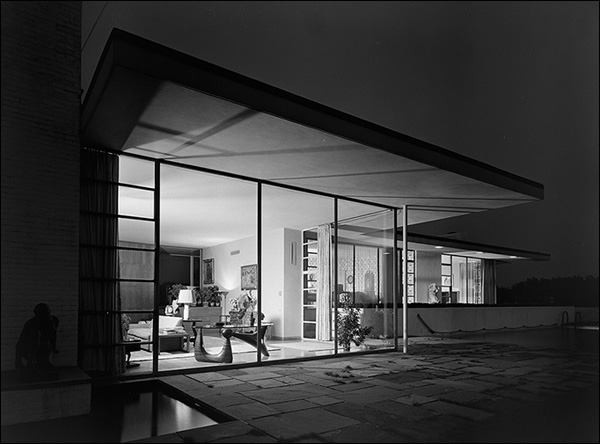
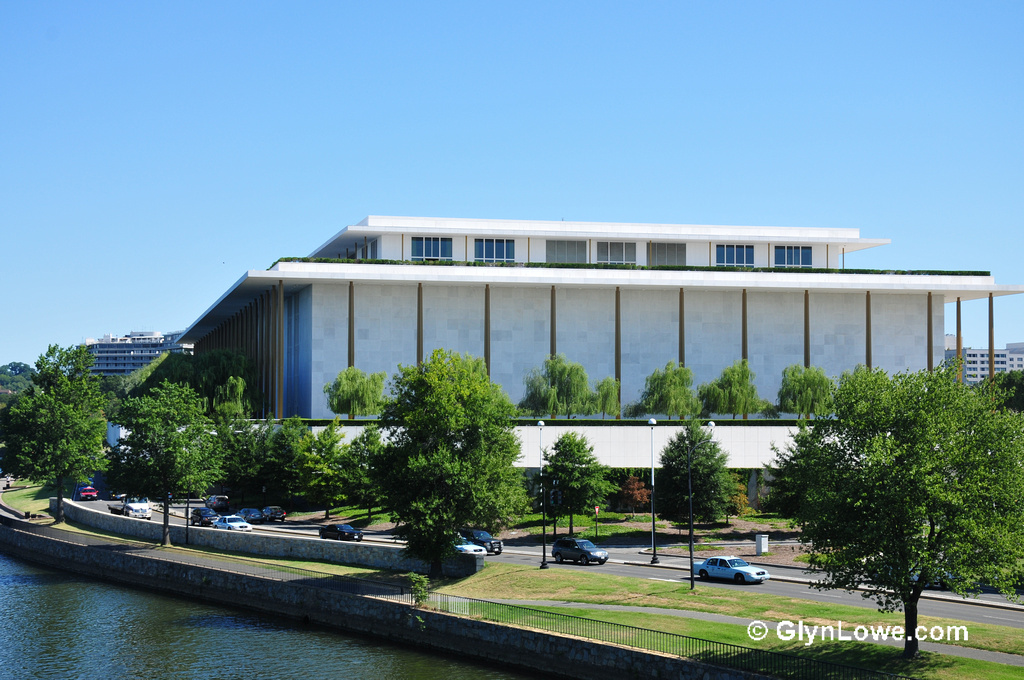
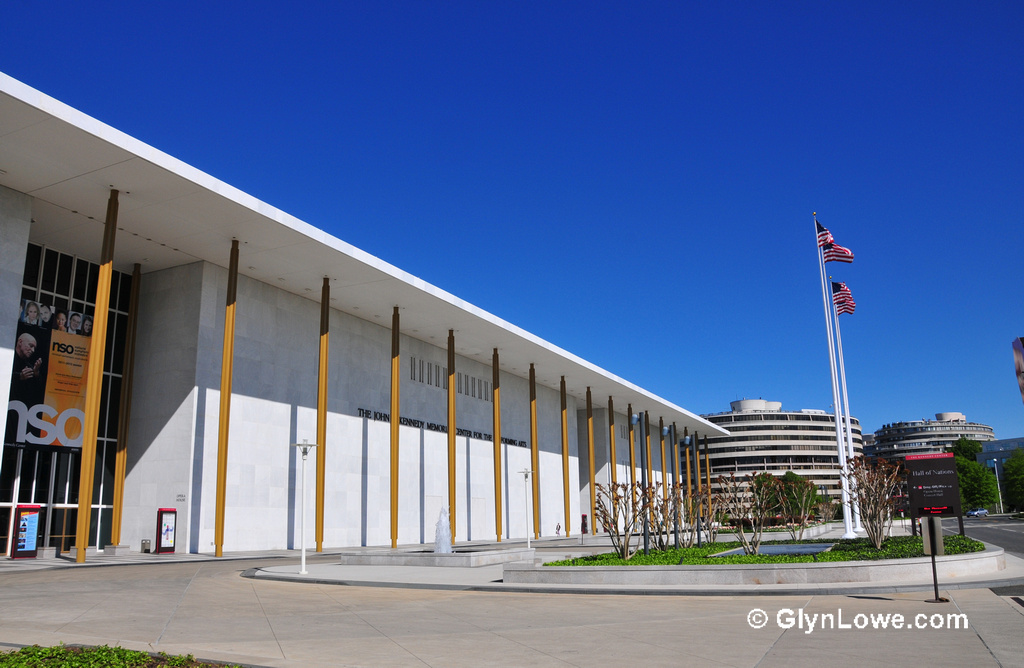
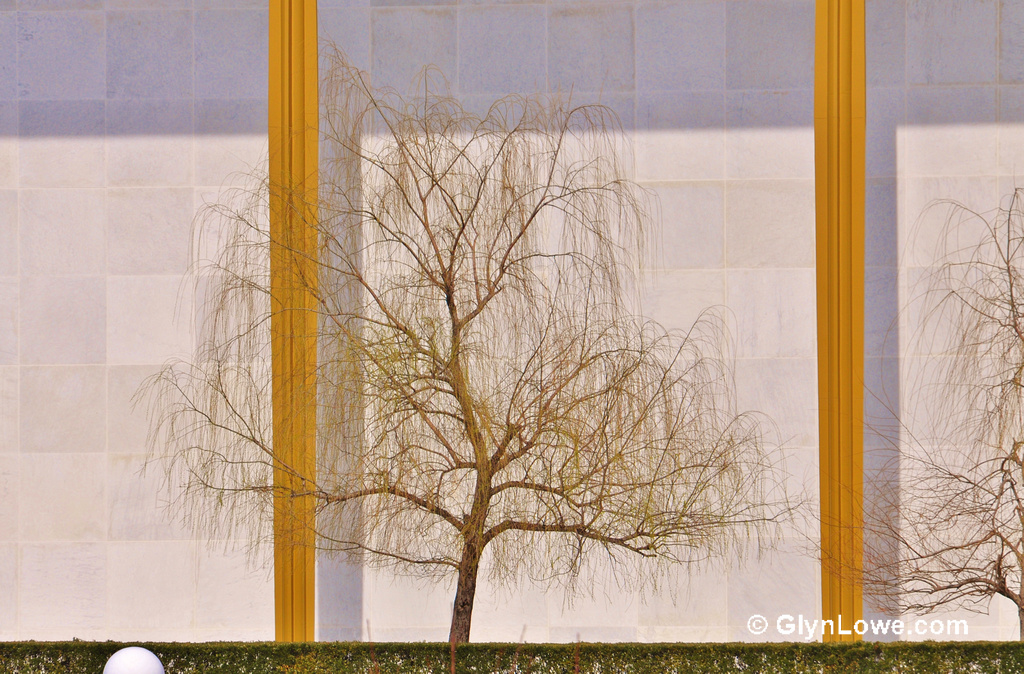
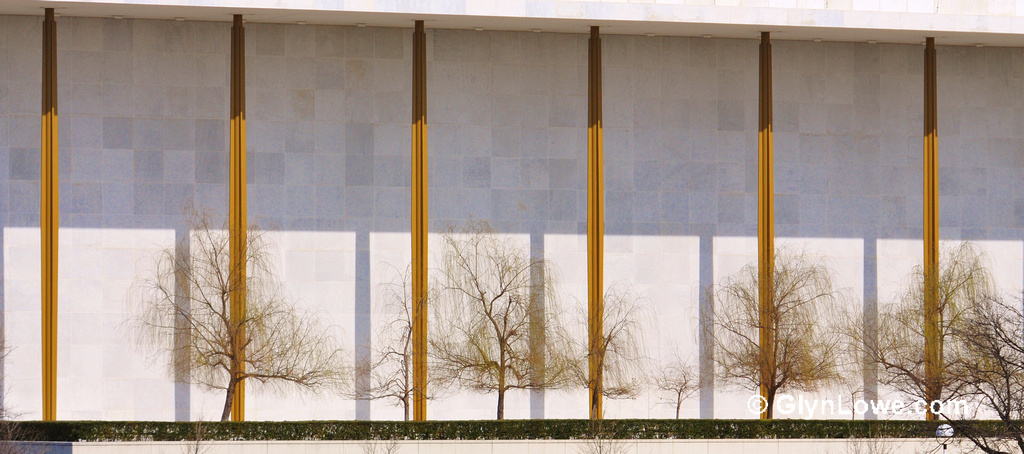
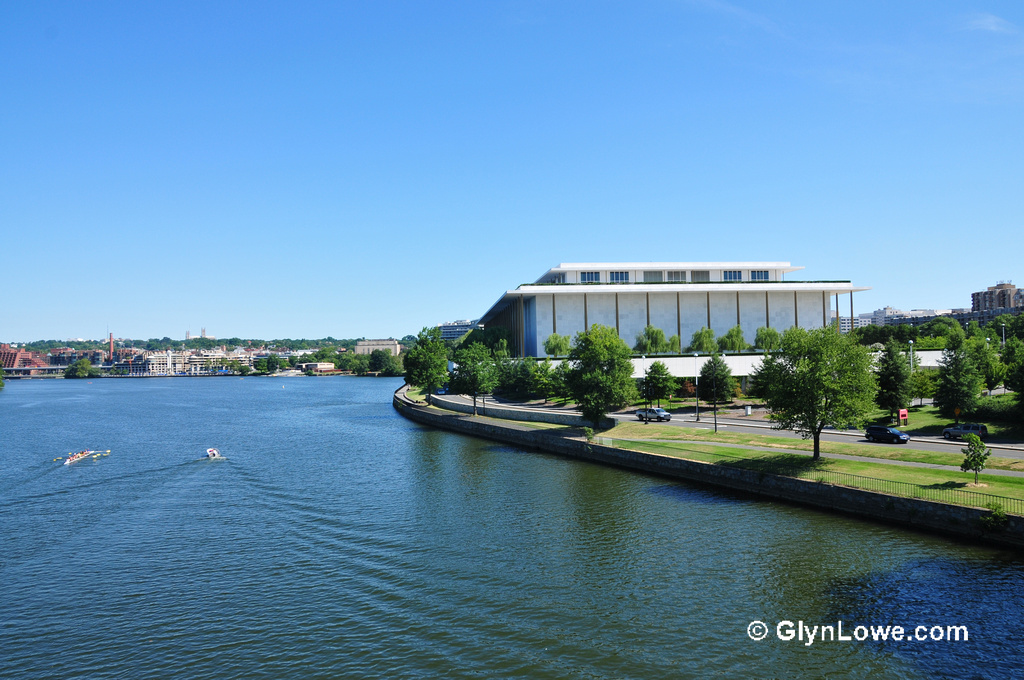
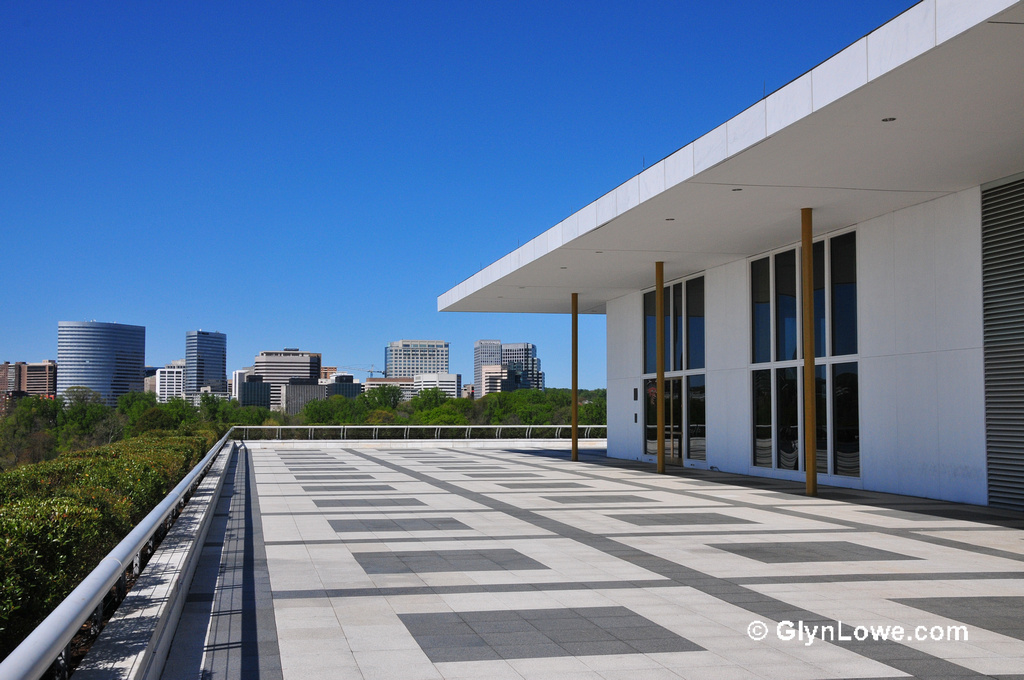
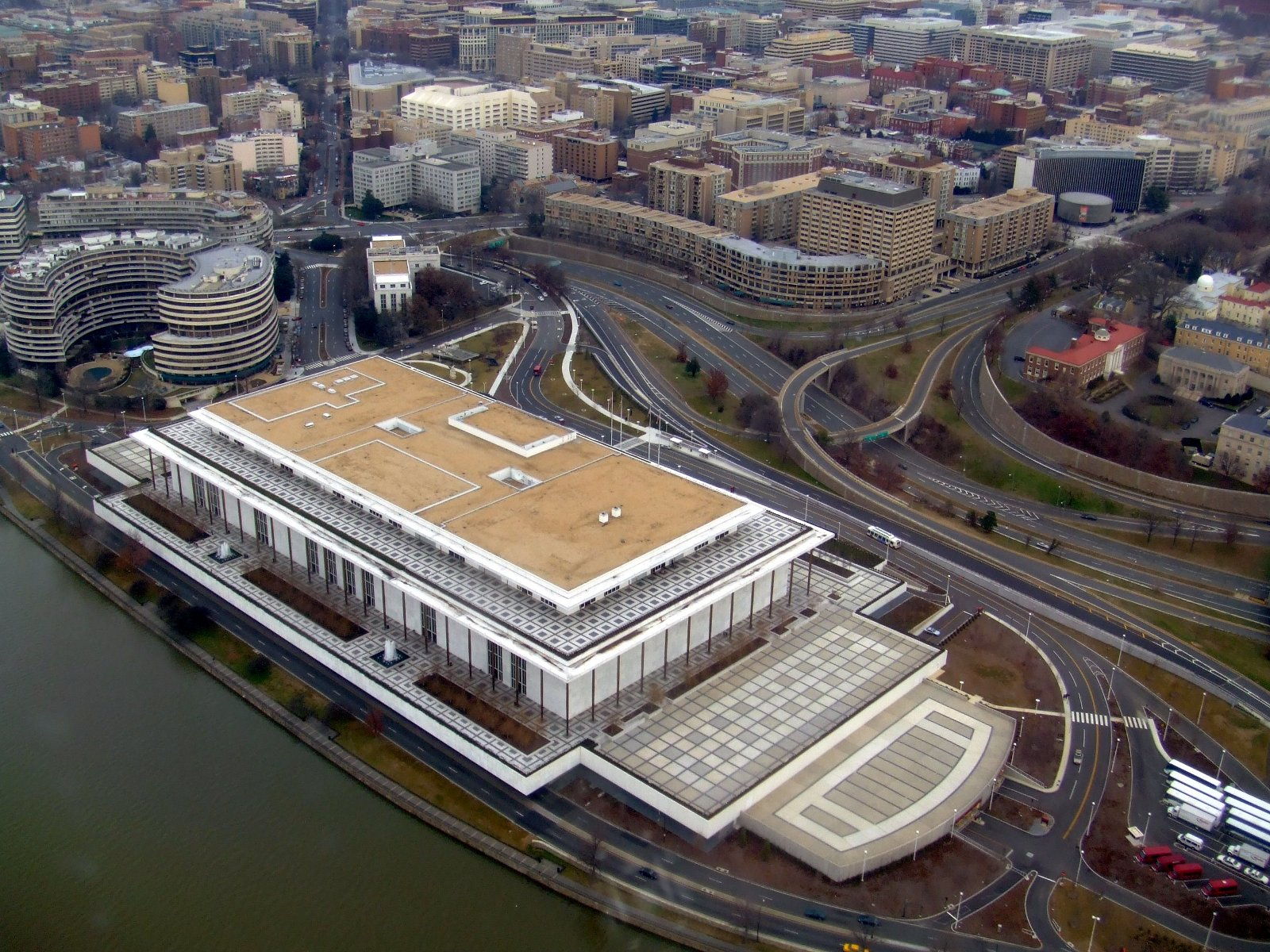
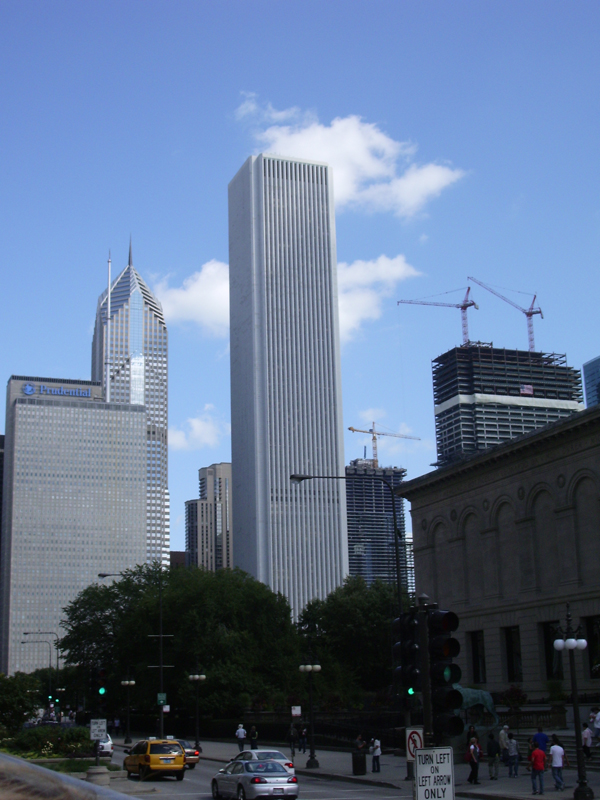
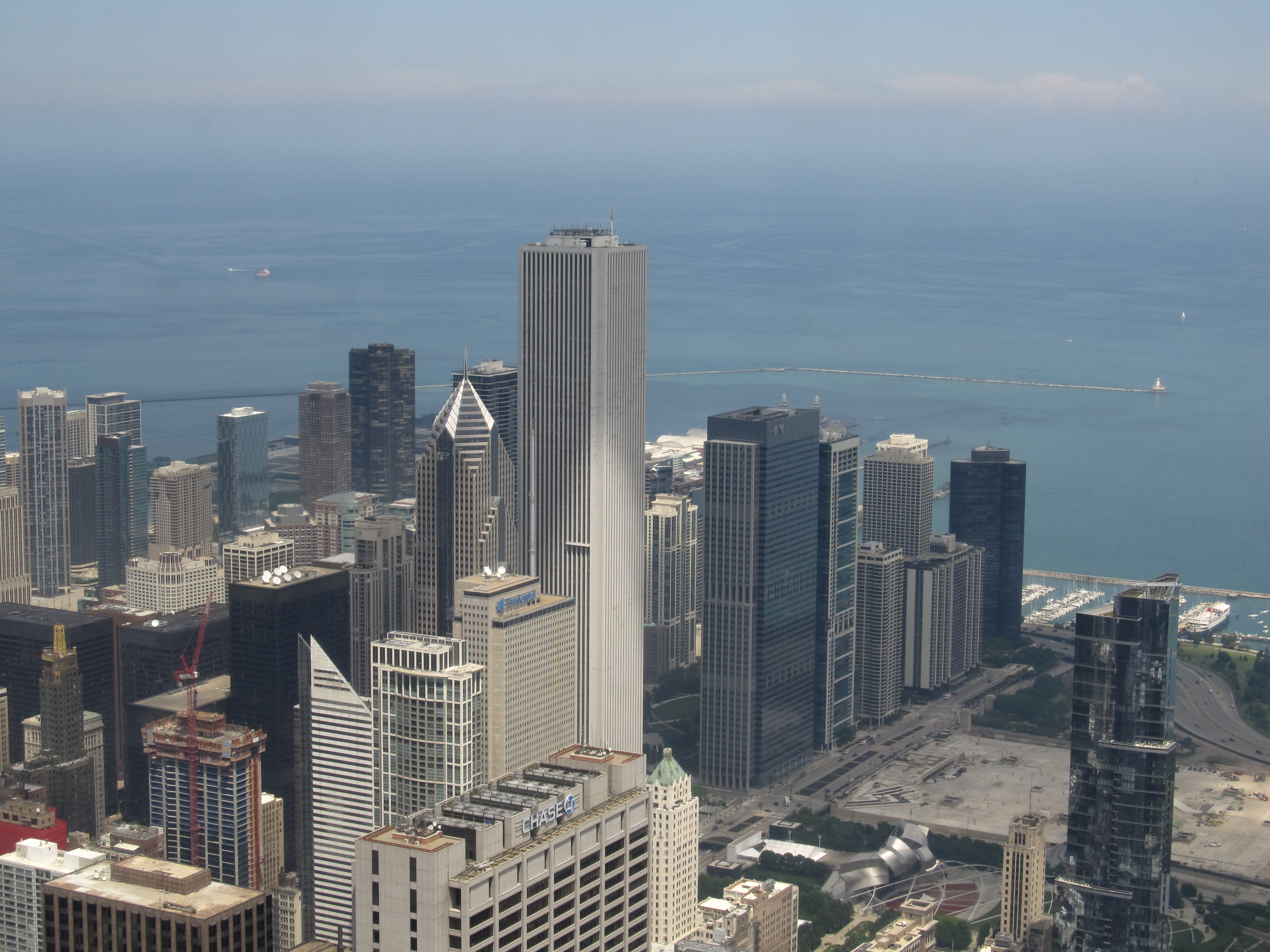

- Datos: Q3048508
- Multimedia: Edward Durell Stone / Q3048508